# 高機動幻想ガンパレード・マーチ
『高機動幻想ガンパレード・マーチ』（こうきどうげんそうガンパレード・マーチ）は、2000年9月28日にPlayStation向けにソニー・コンピュータエンタテインメントから発売されたコンピュータゲームである。企画・開発アルファ・システム。ジャンルは基本的にはシミュレーションに属す。通称『ガンパレ』。

## 概要
謎の生命体「幻獣」との絶望的な戦いに動員された学徒兵の一員となり、学生と兵士としての二重生活を営みながら生き残ることが目的だが、生き残りさえすれば何をしてもよいという自由度の高さと、プレイヤー同様に活動し、各々の人物関係を構築していくNPCキャラクターたちの存在が特徴。真面目に訓練を積んで戦いに生き残るか、力不足となり大切な仲間を失うかはプレイヤー次第となる。
発売当時、本作の宣伝は『電撃プレイステーション』以外ではほとんど行われなかったが、ゲーマーを中心とした口コミによってブレイクした。2003年には『ガンパレード・マーチ 〜新たなる行軍歌〜』としてテレビアニメが放送されたほか、アニメ化に伴い『月刊コミック電撃大王』において漫画版（作画：さなづらひろゆき）が連載、全3巻のコミックが発売された。
小説としても展開されており、2000年に広崎悠意により本編の内容に沿ったものが発売。2001年からは榊涼介により、原作の舞台の範囲だけにとどまらず、後日譚にあたる第二部などオリジナル要素を多分に含んだシリーズが発売され、こちらは2015年までの14年間、計45巻にも渡る大長編となった。

## 作品の繋がり
アルファ・システム製作のシューティングゲームである『式神の城』シリーズや、PlayStation用ゲームとして発売された『幻世虚構・精霊機導弾』などと世界設定上において繋がりを持つ（無名世界観）。
また、ソニー・コンピュータエンタテインメントから発売された、アルファ・システムが企画に携わっているPlayStation 2用ゲーム、『絢爛舞踏祭』はAIを中心としたシステム的な続編と言え、世界設定上でもかなりの繋がりを持つ。登場人物の一部も継続して登場している。
ストーリー面での直接の続編としては『ガンパレード・オーケストラ』シリーズがあるが、本作がAIキャラクターの挙動を重視した作りなのに対して、こちらはよりイベント性を重視した作りとなっている。

## あらすじ
1945年、第二次世界大戦中に突如として黒い月が出現する。それと同時に、後に「幻獣」と呼ばれるようになる謎の生命体が人類に襲い掛かった。意外な形で大戦は終結し、同時に幻獣に対して人類は共同戦線を張ることを余儀なくされた。
それからおよそ50年、中国での焦土作戦失敗とともにユーラシア大陸から追い立てられた人類の存在できる地域は、南北アメリカと南アフリカの一部、そして日本のみとなっていた。
1997年9月、幻獣がついに九州に上陸、1998年、八代平原会戦において日本を守る自衛軍は壊滅的敗北を喫する。1999年、熊本を要塞化、これを中心とした防衛ラインを急遽構築、本州防衛のための正規軍を整えるための時間稼ぎとして、それまで徴兵年齢に達していなかった14歳から17歳までの少年少女達を学兵として強制召集し、彼らを中心とした急造の部隊を熊本要塞に配置する。彼らはほとんどが銃を持った事も無いような子供たちであり、多くが本土防衛のための捨て駒として戦死するだろうと多くの人々が考えていた。
物語はこの学兵部隊の1つに配置された、速水厚志少年の視点から描かれることになる。時は1999年3月初頭、桜の咲く前の日本であった。異世界からの侵略者・幻獣と今でも戦争をしているという架空の歴史をたどった主人公は、学生兵として熊本にある軍の訓練校での生活を送ることになる。

## 特徴
このゲームの際立った特徴はその自由度の高さである。午前8時30分から始まり、リアルタイムで時間が流れていく。基本的なゲームの目的は、ゲームスタートの3月4日から幻獣の活動が停滞する自然休戦期と呼ばれる5月11日まで生き残ることであるが、生き残りさえすれば以下のように何をやるのも自由なのである（様々な条件でのやり込みプレイが可能）。ゲームの進行は、訓練校に通いつつ日常生活を送る「学園モード」と、幻獣と戦う「戦闘モード」に分けられる。実戦になると倒れた仲間は戦死してしまう。ただし、そこで何をするのかはプレイヤーの自由。
- 「士魂号」などの巨大人型兵器のエース・パイロットとなり人類を勝利に導く
- スカウト（戦車随伴歩兵）となり、ゲリラ戦などを駆使し生身で戦う
- 小隊司令となり、部下に命令して戦う
- 整備士となり、前線で損傷した兵器を修理することで戦いに貢献する
- これらの活躍で実績を上げ、短期昇進を狙う
- パイロットとして実戦に参加できるようになっても、戦争をほとんど無視して学生生活を満喫する[4]
- クラスメイトと恋愛する、もしくはハーレム気分や修羅場を経験する（二股をかけると刺されて死ぬバッドエンドも）
- 他人を避け一人孤独に行動する
- NPCをストーキングして観察する
- NPCであるクラスメイト同士を接近させ、恋愛関係に持ち込む
- 裏工作を駆使して気に入らないクラスメイトを最前線に送り込み、抹殺する
- クラスメイトの所有する靴下をすべて集める（ソックスハンター）

本作の説明書でも、自由度の高さを解説した分厚いものが別個用意された。
主なNPCはAIによって制御されており、ゲームの進行に伴って精神状態や互いの人間関係が絶えず変化していくため、人間関係の構築もまた大きな魅力となっている。搭載されているAIシステムはカレル2と呼ばれる。この後継システムにカレル3があり、こちらは同社製『新世紀エヴァンゲリオン2』に搭載された。本作のゲームデザイナーの芝村裕吏は、技術的には特別なことはしていないと後年語っている。
最初のプレイで使用可能なキャラクターは主人公である速水厚志のみであるが、速水でゲームクリアすると芝村舞、田辺真紀、来須銀河、中村光弘の4人がプレイヤーキャラクターとして使用可能になる。本来の予定では2回目以降は5121小隊員全員を使用可能となるはずであったが、開発期間があまりに長期に渡り開発費が嵩んだため、発売元判断で製作を打ち切ったためにこのような仕様となった。十分なデバッグが行われていない未完成状態ながら、当初仕様の22名の小隊員全員をプレイヤーキャラクターにできる裏技（以下「22人プレイ」と表記）も開発元であるアルファ・システムの手によって仕込まれているが、これは発売元に無断で行なわれているため、メーカーの保障外プレイとなる（ゲームアーカイブス版では、ボタンの仕様上PSPでは裏技を実行できない。その代わり、追加配信データを使用することでPSPでも22人プレイが可能）。また、ディスク内には本編では使用されていない、後述のドラマCDの内容に相当するCGや音声、テキストなど多数のデータが収録されている。
2004年6月、開発会社アルファ・システムの公式サイトにおいてバグフィックス及びリメイク版の製作を希望する嘆願の署名活動が行われたが、版権を持つソニー・コンピュータエンタテインメントは2005年3月にリメイクを行う意思の無いことをアルファ・システム公式サイトにて表明した。

## システム

### パラメータ
体力
そのキャラクターの体力。戦闘時の攻撃力に影響し、スカウトの場合はこの数値がそのままヒットポイントとなる。日常生活では喧嘩時の勝敗判定に影響し、授業や仕事、訓練などを行なうと減少。食品を摂るか、翌日になると回復するが、最大値の10%未満になると気絶し、翌日強制的に休みを取らされる（救急箱を持っていれば出席できる（ただし出席できる「だけ」であり体力が回復する訳ではない）。NPCにも同様の判定がある）。訓練や戦闘訓練の授業、アイテムを使用することで最大値が上昇する。一度上がった最大値が減少することはない。
気力
そのキャラクターの気力。戦闘時に行動を行なう際に消費する。日常生活では授業や仕事、訓練、プログラムの使用等を行なうと減少する。10%を切った場合のペナルティは体力と同様。訓練やアイテムの使用などで最大値が上昇する。一度上がった最大値が減少することはない。
運動力
そのキャラクターの運動神経。戦闘時の命中回避判定に影響する。日常生活では裏マーケットでの万引き成功率に影響する。訓練や体育の授業、アイテムの使用などで数値を上げることができる。日にちの経過ごとに減少していく。
知力
そのキャラクターの頭の良さ。高いほど司令や整備士などの仕事効率、作成可能なプログラムの種類が増える。テストの成績に影響する。授業を受けたり訓練を行なうことによって数値を上昇させることができる。日にちの経過ごとに減少していく。
魅力
そのキャラクターの魅力。提案の成功率及び友情・愛情評価の上昇率に影響する。訓練によって数値を上昇させることができる。高すぎると事あるごとにNPCが会話に割り込んでくるため、ほどほどの数値にしておかないと苦労する。日にちの経過ごとに減少していく。
士気
そのキャラクターのやる気。NPCの思考に影響し、高いほど日常生活では仕事を真面目に行い、戦闘では積極的に前線へ出るようになる。イベント、アイテムの使用、提案（みんながんばろう）、戦闘時に敵を倒すことなどによって上昇する。
発言力
提案や陳情を行う際に必要な、対人関係における金銭のような要素。階級に応じて日々増加する他、仕事や勉強で良い成績を収めたり、戦闘での戦果、各種勲章、情報プログラムを使ったりすることでも大量に獲得できる。
発言力が高まると、陳情・提案を行いやすくなり、「良いうわさ」（発言力+30、全員の友情評価が増加）も流れて対人関係がますます有利になる。逆に0を下回ると、PC時には提案・陳情を行えなくなる上に、「悪いうわさ」（発言力-100、全員の友情評価が減少）を頻繁に流されるようになるため、回復は更に困難となる。

### 技能
技能は、各キャラクターの持つ能力で、これにより新しい行動ができるようになったり、さまざまな行動や能力に補正がかかったりする。フィールド内にある施設で訓練することで習得できる。
技能を所持しているキャラクターと一緒に訓練や仕事をすることで、低確率だが技能を教えてもらえる（こちらから技能を教えることも可）。教える側が、教えられる側より技能レベルが1以上高いことが必須条件となる。またごく稀に、授業を受けることで技能を習得する場合や、NPC限定だが一日開始時にランダムで技能を習得する場合もある。
技能訓練以外の方法では、基本的に習得する（させる）技能を任意に選ぶことはできず、技能を習得したときの訓練内容・仕事内容・授業内容との関連性もない。イベントによって技能を習得・強化されるものもある。この場合の習得技能はイベントによって固定。基本的に、訓練で習得できない技能を習得する場合は、技能を所持しているキャラクターに教えてもらう方法をとることになる。
戦車技能
パイロット部署の仕事効率の上昇および、パイロットに部署異動できる。ハンガー二階右側の士魂号で習得・強化可能。
飛行技能
司令部署で戦闘参加時に航空支援を呼べる。レベルが高いほど少ないターンで支援が呼べる。新市街のゲーム筐体で習得・強化可能。
整備技能
整備士部署の仕事効率の上昇および、整備士に部署異動できる。ハンガー二階左側およびハンガー一階の士魂号で習得・強化可能。
夜戦技能
空が暗くなる幻獣出現時における戦闘の適性。攻撃命中率、回避率が上昇する。パイロット部署の仕事効率上昇。今町公園の雲梯で習得・強化可能。
白兵技能
太刀やパンチ・キックなどの白兵戦時の攻撃が強化される。パイロット・スカウト部署の仕事効率上昇。喧嘩時の勝敗判定に有利になる。スカウト部署の故障を防ぐ効果を持つ。グラウンドはずれのサンドバッグで習得・強化が可能。
天才技能
「情報」を除くすべての技能を兼ねる（実際には戦闘時の狙撃・夜戦・白兵の補正効果、喧嘩時の白兵の補正がない）。あくまで代用できるというだけであり、実際には本来その行為に使用する技能と天才技能のうち、どちらか高い方が適用される。通常の訓練では習得できない。
狙撃技能
射撃攻撃の威力、命中率が強化される。パイロット・スカウト部署の仕事効率上昇。味のれんのゲーム筐体で習得・強化可能。
降下技能
戦闘イベント「降下作戦」を発生させることができる。高レベルであっても効果は同じ。通常の訓練では習得できない。
密会技能
争奪戦を回避しやすくなる（レベル1あたり確率が33%低下）。通常の訓練では習得できない。
話術技能
提案の成功率が上昇する。小隊職員室の窓際机で習得・強化可能。
参謀技能
陳情に必要な消費発言力が減るが、日常での提案に必要な消費発言力が増える。司令・整備主任・指揮車運転手兼事務官部署の仕事効率上昇。司令・事務官への部署異動、仕事ができる。市立図書館で習得・強化可能。
開発技能
陳情できるものが増える。ハンガー1階の整備主任デスクで習得・強化が可能。
情報技能
プログラムを作ることができる。高レベルの技能と高い知力があれば高度なプログラムの製作ができるようになる。整備員詰め所のパソコンで習得・強化が可能。
家事技能
食堂兼調理場で弁当の作成ができる。味のれんでのバイトに有利。通常の訓練では習得できない。
事務技能
指揮車運転手兼事務官に部署異動できる。事務官の仕事効率上昇。裏マーケットでのバイトに有利。小隊隊長室の事務官机および通信機の机で習得・強化可能。
医療技能
指揮車銃手兼衛生官に部署異動できる。衛生官の仕事効率上昇。整備員詰め所の机で習得・強化可能。
同調技能
同調魔法が使えるようになる。プレハブ校舎はずれの樹の前で習得・強化が可能。
誘導技能
オペレーターに部署異動できる。オペレーターの仕事効率上昇。裏庭の指揮車横で習得・強化が可能。
統率技能
隊長、班長、参謀の技能を兼ねる（部署異動はできるが個別の該当技能が無い場合仕事はできない。参謀技能補正は発言力補正のみ）。通常の訓練では習得できない。
隊長技能
司令および整備主任に部署異動できる。司令部署の仕事効率上昇。小隊隊長室の司令デスクで習得・強化可能。
班長技能
整備主任に部署異動できる。ハンガー1階の整備主任デスクで習得・強化が可能。
強運技能
技能訓練やプログラム作成など確率が関係するものに有利な修正が入る。通常の訓練では習得できない。
幻視技能
見えないものが見える。一部のブータイベントを起こすための条件のひとつ。高レベルであっても効果は同じ。新市街の路地で習得・強化が可能。
軍楽技能
戦闘中ガンパレード・マーチ（突撃行軍歌）が歌えるようになる。レベルが高いほど発生確率が上がる。整備員詰め所のカラオケで習得・強化が可能。

### 勲章
特定の条件を満たした状態でホームルームに出席すると、「勲章授与式」イベントが発生。勲章を得ることができる。
勲章を受章すると、発言力が上昇する（極楽トンボ章を除く）他、特殊な技能が使用可能になったり、特定のイベントを発生させることができる。また、勲章を受章した日には、NPCとの会話が特殊なものになる。この特殊な会話は後述する「場の雰囲気」に優先する。
傷ついた獅子章
発言力+1000
入手条件：1回の戦闘で敵を5体以上倒した後に戦死する、または前述の条件を満たしたNPCと恋人または親友関係である
別名「ウーンズライオン」。基本的に功績をあげた戦死者に授与される勲章。後者の条件は、戦死したNPCの遺族がPCに譲渡するという形になる。条件を満たせば何度でも受章可能。なお前者の条件を満たした場合、勲章授与式イベントの直後にゲームオーバーとなる。
銀剣突撃勲章
発言力+900
入手条件：1回の出撃で20体以上の敵を撃破する
別名「シルバーソード勲章」。条件を満たせば何度でも受章可能。一度の戦闘において出現する幻獣の数は最多で20体であるため、幻獣側に増援が発生する、または他の戦場からの支援要請がない限り、取得するのは難しい。そのため後述の「黄金剣突撃勲章」より価値があると見なす者もいる。
黄金剣突撃勲章
発言力+2000
入手条件：累積撃破数が75に達する
別名「ゴールドソード勲章」。「幻獣を払って人類を守る守護の剣」という意味。設定上は受章者には生涯恩給が出るらしい（ゲーム中では貰えない）。この勲章を貰った場合、他のNPCの反応は総じて肯定的である。
黄金剣翼突撃勲章
発言力+4500
入手条件：累積撃破数が150に達する
別名「アルガナ勲章」。これより上の「絢爛舞踏章」は、もはや人類の域を超えたものとされており、事実上これが人間が手にしうる最高の勲章と見なされている。このランクになるとまだ基本的に肯定的なものの、一部微妙な反応をするNPCも出てくるようになる。
国連軍平和維持章
発言力+400
入手条件：熊本撤退が決定した後、最後の補給物資イベント発生時に委員長に授与される
授与式は1度限りであるが、授与式イベント発生後部署移動で委員長が変わったら、その都度委員長となったキャラに授与される。
銀楯従事章
発言力+400
入手条件：部署が整備員で、仕事評価が全てS評価になる
星従軍章
発言力+200
入手条件：イベント「降下作戦」をクリアする
月従軍章
発言力+400
入手条件：イベント「熊本城攻防戦」をクリアする
手作り勲章
発言力+50
入手条件：そのキャラクターに対する友情評価+50以上のNPCが7人以上になる、またはイベント「王様ゲーム」をクリアする
士魂徽章
発言力+80
入手条件：「戦車技能」を習得する
1周目においては実地訓練テストを合格すると受章する。
深紅のスカーフ
発言力+1300
入手条件：「司令」に部署移動する（1回のみ）
芝村一族に伝わる伝説の一つに「深紅のスカーフを腕に巻いたヒーロー」というものがある。
極楽トンボ章
発言力-800
入手条件：2回連続で遅刻する、または1日に1度も授業に出席しない
ペナルティとして与えられる勲章。ただし前述の条件を満たさない形での授業の欠席・遅刻（例えば午前の授業を遅刻し、午後は欠席する、など）では受章条件を満たさない。また、NPCに対しては条件を満たす限り何度でも授与されるが、PCに対しては1度きりしか授与されない。なお、受章に伴うNPCの特殊会話は絢爛舞踏章を含む全ての勲章の中で最優先される。バグのせいか、正当な理由があっても「欠席した」と判断されて授与されることがある。不真面目なNPCは同情的に反応するが、真面目なNPCからは馬鹿にされる。
WCOP
発言力+2500
入手条件：NPC芝村舞と恋人関係になる
「World Crysis On Parade（世界の危機百連発）」の略で、芝村一族の証。芝村舞は初期状態で所持している。所持すると超常能力「芝村的演説」が使用可能になる。入手条件の関係で芝村舞を除く女性キャラクターは受章不可能。
生徒会連合特別徽章
発言力+2000
入手条件：仕事性能のいずれかの項目が900に達する
火の国の宝剣
発言力+2500
入手条件：体力が900に達する
絢爛舞踏章
発言力+10000
入手条件：累積撃破数が300に達する
これを獲得すると今までとは違い、「人類の域を超えてしまった」と言うことでほとんどのNPCからゲテモノ（危険人物）扱いされてしまう。肯定的な反応をするNPCは本当に限られている。

### 部署・仕事
各キャラクターには仕事の役割が与えられている。仕事をすることで発言力を得ることができ、整備員やオペレーターといった戦闘パートに参加しない部署では、発言力を上げるほぼ唯一の方法でもある。それぞれの部署の仕事ポイントを調べることで、それぞれの仕事を行うことができる。各部署4つの部門が存在し、それぞれ仕事をすることで各種パラメーターを改善することができる。たとえばパイロットなら士魂号のパラメータを向上させたり、故障個所の修理やテストを行うことで戦闘で有利にことを運ぶことができ、衛生官なら衛生を保つことで小隊内の健康を支えることができるなど、さまざまな形でゲームに関わってくる。そのためNPCが仕事をするかどうかが重要になっており、プレイヤーは仲良くなって仕事を頑張ってもらったり、工具・食料などのアイテムを渡したり、一緒に訓練することで仕事の効率を上げることが必要になる。

#### 戦闘担当
司令は小隊を率いる指揮官であり、必ず誰かが就任していなければならない。普段は小隊隊長室で仕事をし、戦闘時は指揮車に乗りパイロットやスカウトを支援する。作戦会議では議長を務め、独断で議決することもできる。指揮車運転手兼事務官は仕事においては普段も戦闘時も司令に付き添いそのアシスタントを務める。指揮車銃手兼衛生官は普段は整備員詰所で掃除や洗濯などをこなす。運転手と銃手はどちらか一方でも欠けると指揮車が出撃できなくなる。オペレーターは普段は裏庭で作業し、戦闘時は戦況報告をする。定員は2名だが、不在でも影響はない（1名が不在なら坂上、2名とも不在なら坂上と本田が代行する）。
パイロットは人型戦車に搭乗して戦闘する兵士で、戦闘中に人型戦車から脱出してスカウトとしても戦える(ただし、ウォードレスを装備できる者のみが脱出可能)。人型戦車は1番機、2番機、3番機があり、このうち3番機は複座型に固定され、2人揃わないと出撃できない。新たに人型戦車を入手した場合も最大3機までしか出撃させることはできず、余った分は予備機としてストックされる。機体を予備機へと変更したい場合は変更前の機体を破棄しなければならない。運用中の機体が士魂号の場合のみ、戦闘での損傷がひどい場合には自動的に破棄されて予備機が使われる。予備の機体がなくなると、故障中の機体が修理される、もしくは新たに機体を入手するまで出撃不能となる。いずれも普段はハンガー2階で機体調整を行う。また、作戦会議にも出席する。
スカウトはウォードレスと軽めの武器だけで出撃する歩兵であり、普段はグラウンドでトレーニングを行い、その仕事内容の評価は小隊隊員が着用している全てのウォードレスに影響する。唯一、配置替え時に技能が不要な部署だが（白兵・天才技能を所持していないNPCが配属されると、故障を引き起こす事がある）、体型的にウォードレスを着られない者は就くことができない。また戦闘後の一日開始時に、ランダムで（司令・パイロット・スカウト部署のNPCが着用している）ウォードレスが破棄される判定があり、スカウト部署の場合、破棄判定が行われた当日に起こった戦闘、もしくは予備のウォードレスが無い場合は出撃できない（ただし、2人のスカウト部署担当者がいて、ミサイルポッドもしくはレールガンがある場合はその限りではない）。

#### 整備担当
整備は1、2、3番機整備士、及び指揮車整備士の仕事である。裏庭、ハンガー1階、2階の仕事ポイントで行うことができ、仕事することで人型戦車及び指揮車の性能を上げることができる他、故障個所を修理することもできる。プレイヤーキャラは他の部署でも整備士の仕事を手伝うことによって整備できる。作戦会議には各人型戦車の担当者から1名が代表で出席する。整備主任は彼らを監督する立場であり、仕事場はハンガー1階のデスク。また作戦会議の副議長も務める。

### 会話
登場人物と仲良くすることで様々な話題を得ることが出来、発言力を消費することで（消費しない話題もある）得た話題を振ることが出来る。同じ話題を同日に振ると、よほど仲の良い相手でない限り、嫌がられて好感度が下がる。また、会話には成功率が設定されており、時間帯、雰囲気、相手の精神状態、NPCからの好感度、話術（天才）技能、魅力値などによって確率が上下する。仕事中に私事などの話題を振ると否定されやすい。
会話の際には、話し方のパラメーター（感情と声量）が表示され、「感情をこめて、大声で話す」や「少し無表情で、普通の大きさで話す」といった具合に会話表現を調整することが出来、これによっても会話の成功率が上下する。なお、会話した相手も会話後にパラメーターが表示される。

#### 提案・陳情
このゲームの会話システムはやや特殊で、どんな会話であれ基本的に発言力を使用するということがあげられる。また、全てのキャラクターが最初から覚えている「たずねる」以外の提案は初期から自分が覚えている提案しか行う事ができない（例えば一周目の速水の場合、初期保有提案は「みんながんばろう」「一緒にお昼でもどう？」「一緒に訓練しない？」「今後について相談する」の4つ）。上記のように同じ話題を同じNPCに何度も振ると成功率が下がると言う制限もあるため、快適にゲームをプレイするためには他の提案をNPCから「覚える」必要がある。他のNPCから提案を覚えるためには自分の知らない提案を保有しているNPCと仲良くなる（お互いの友好度を均等に上げる）必要がある。
一部はとても「提案」とは思えないような提案もあるが（ケンカを仕掛ける→殴る、など）多くの提案を覚えていればそれだけ選択肢が広がるので可能な限り覚えておいて損はない。ただし色々と提案しているとどんどん発言力が減っていくので、仕事をするなり電子妖精を作るなり昇進するなりして発言力を確保する必要がある。なお、提案中に割り込まれると自分の発言力は無駄になってしまうため上にも書いてあるように自キャラの魅力は程ほどにしておかないと際限なく発言力を無駄遣いしてしまう可能性がある。
陳情は、隊長室から司令部へ電話をかけることで行うことが出来る。物資の調達や転属願いなどが可能。ただし、発言力の消費量は提案に比べて非常に大きい。芝村準竜師に陳情する形になるが不在である事もありその場合は副官が代わりに出て準竜師は不在だとPCに伝える。その日のうちに準竜師が戻って来る事はないため、その日の陳情はあきらめる必要がある（陳情した後にもう1回陳情しようとするといなくなっている場合もある）。どんなに無茶そうな陳情でも発言力さえ足りていれば準竜師の反応に関係なく通るが補給物資等の陳情の場合その補給物資が実際高校に届くまでは若干のタイムラグが発生する可能性がある（次の日に届く場合もあれば、数日かかる場合もある）。陳情の電話をかけたのに何も陳情する案件がない場合はペナルティとして発言力100を失う。
転属願いを陳情した場合、無職以外はどの職場にも定員が存在するため（例えば整備士は各人型戦車に3名までしか配置できない、司令や整備主任は1人までしか就任できない、など）1人異動させたかっただけなのに玉突き人事で人員配置がごっそり変わってしまう事があるため、注意が必要である。自分が陳情しなくてもNPCが勝手に陳情したり、策略を巡らせて他のNPCを異動させる事もある（その場合も当然玉突き人事で人員配置が混乱する事がある）。

### 作戦会議
司令か整備主任のいる場所で全体提案コマンド「作戦会議をしよう」を使い、多数決で賛成が上回ると翌日朝に作戦会議が開かれる。当然「作戦会議をしよう」の提案を覚えていなければできないし、反対が賛成を上回ると開催されない。出席メンバーは議長（司令）、副議長（整備主任）、1番機パイロット、2番機パイロット、3番機パイロット（複座式でも1人のみ）、1番機整備士、2番機整備士、それに3番機整備士の8人で最初は司令による方針発表から始まり、各部署からの報告があり（完調、良好、不調、故障）、そこから議題に入る。選べる議題は以下の通りで：
士魂号の仕様変更
単座型の装甲を変更する（軽装甲、普通、もしくは重装甲）
複座型の仕様を変更する（突撃仕様か電子戦仕様）
配置換え
陳情で行う配置換えと同じ効果。クラスメイト1人（もしくは自分）の所属部署を変更する。
模擬格闘戦の実施
ランダムで選ばれた2名が戦闘し、勝った側が発言力+100。また、全員の士気が+15される。
模範演習の練習の実施
全員の士気+30、全員の発言力+160。
訓練強化週間
会議に参加していないメンバー（つまりクラスメイトの大半）の会議参加者への友情度が-10される。1週間訓練の効果が2倍になる。終了時、全員の士気+15される。人間関係は悪化するがかなり効果的。
遅刻撲滅週間
会議に参加していないメンバーの会議参加者への友情度が-10される。1週間の間、遅刻すると即極楽トンボ章。終了時全員の士気が+15される。
士気向上週間
1週間の間、全員の士気が向上しやすくなるが終了時に-30される。
懲罰
10日の間、対象者が会議を含めた午前のイベントに一切登場しなくなる。対象者の発言力-400。自分以外から対象者への友情評価-40。全員の怒りと悲しみが+25。
キャンプの実施
5121小隊全員（本田除く）で海へキャンプに行く。会議参加者への友情度+8。全員の体力・気力が全回復し、士気も+15される。
クラスの交流集会の実施
3人のキャラと話ができる。
校舎の修理
衛生の項目が全て+400される。衛生状態が急激に悪化し衛生官の手に負えなくなった時に効果的。
募金活動
活動地区で人類側が優勢な場合のみ行える。
炊き出し
食糧難時に使用可能。1日1個食料を消費する代わりに食糧難による体力低下を回避できる。
王様ゲーム
活動地区で人類側が優勢な場合のみ行える。
とくにない
全員がこける。
議題を提案した後司令から会議出席者に意見があるかどうか質問があり2、3人から意見を聞いた後に投票に移る（自分の意見が聞かれた場合は意見を表明するとともに他のメンバーにプレッシャーをかける事も出来る）。投票自体はその提案の合理性より発案者と会議参加者の人間関係に左右され、会議参加者と発案者の関係が良ければあっさり支持され、関係が悪いとあっさり否決されてしまう。ただし賛成多数になった場合でも反対多数になった場合でも最終決定権は議長にあり議長が票決の結果を覆す事もある。注意しなければいけないのはキャンプの実施や交流会などのイベントは1日かかるイベントであり、実施するかどうかは熟考が必要である。

### 人間関係
人間関係は、愛情評価と友情評価の二つのパラメーターによって構築される。評価は複数の段階に分かれており、例えばAとBの関係で、AはBを親友と評価するが、BはAを普通の関係とみるというように各キャラクターごとにそれぞれのキャラクターへの人間評価のパラメーターを持つ。相手が異性の場合には愛情評価が高ければ恋人関係になることができる。ただし、愛情評価の高い異性が複数いた場合、後述の争奪戦を引き起こす。これに対し、友情評価が高ければ親友ということになり、こちらは複数いても平気である。人間関係が対等（愛情評価、友情評価が双方で同じ程度）な場合には、NPCの持つ戦闘コマンドや提案コマンドを教えてもらうことができる。相手が異性の場合、愛情評価が上がりやすく、同性の場合、友情評価が上がりやすい。一周目では人間関係の初期設定は一律だが、2周目からはキャラクターの設定によってキャラクターごとに他キャラクターへの評価（NPC同士のみ。PC→NPC、NPC→PCは友情、愛情とも初期値は全て±0）が変わっている。そのため毎回くっつくキャラや、毎回いがみ合うキャラたちが出てくる。

### 視線
視線システムについて講義を受けると、日常パートにおいて、NPCの他キャラクターに対する視線が視覚的（ビーム状）に表現されるようになる（2周目以降は最初から）。
優しい眼差しは黄、熱い眼差しはピンク、冷たい眼差しは青で表され、眼差しの強さは視線の伸びる速さに比例する。
これにより、誰が誰に対してどのような感情を抱いているか、ある程度窺い知ることができる（例：人気のある人物は黄色い視線を集中的に浴びる）。
また、プレイヤーがNPCから視線を受けた状態でしばらく静止していると、視線に対する反応（挨拶、笑う、怒るなど）を取ることができ、その行動内容と相手の性格によって、相手の評価や気分が変化することがある。逆に、プレイヤー側も「見る」コマンドでNPCを観察していると相手に気付かれることがあり、その場合は相手の取った反応によって自キャラクターに何らかの影響が及ぼされることがある。

### 場の雰囲気
その場にいる人物の気分や立場によって場の雰囲気が変化し、各人が行える提案に影響を与えるシステム。ただし、場の雰囲気が読めない人物に対しては全く影響しない。
- 普通の雰囲気
  - 他の雰囲気の条件に当てはまらない場合に発生。特に行動は制限されない。
- 真面目な雰囲気
  - 同一マップに教師、委員長または副委員長がいる場合になる雰囲気。「デート（遊び）に行こうよ」「相談する」の提案が不可能になる。
- 明るい雰囲気
  - 同一マップに幸福状態のキャラがいる場合になる雰囲気。「喧嘩を仕掛ける」「あの人をはげまして」「相談する」「あやまる」「指図する」「別れてくれ」の提案が不可能になる。
- ガンパレード
  - 同一マップにいる全員の状態が「ガンパレード」の時になる雰囲気。「デート（遊び）に行こうよ」「注意する」「喧嘩を仕掛ける」の提案が不可能になる。時間帯を問わずに「指図」の提案が可能になる。
- 暗い雰囲気
  - 同一マップに失意または不安状態のキャラがいる場合になる雰囲気。仕事ができなくなり、「デート（遊び）に行こうよ」「あの人をはげまして」「相談する」「たのむ」の提案が不可能になる。
- ピリピリした雰囲気
- だらーっとした雰囲気
  - 同一マップにいる全員の気力、体力が最大値の65%未満の時になる雰囲気。仕事、訓練ができなくなり、「デート（遊び）に行こうよ」「あの人をはげまして」「喧嘩を仕掛ける」「あやまる」「別れてくれ」の提案が不可能になる。
- 気まずい雰囲気
  - 同一マップにやきもち、泣く、不機嫌、喧嘩または怒り状態のキャラがいる場合になる雰囲気。仕事ができなくなり、「デート（遊び）に行こうよ」「あの人をはげまして」「相談する」「たのむ」の提案が不可能になる。
- Hな雰囲気
  - 同一マップにいるキャラがプレイヤーキャラと、プレイヤーキャラと親密な関係にあるキャラ2人のみになった場合になる雰囲気。仕事、訓練ができなくなり、「喧嘩を仕掛ける」「別れてくれ」の提案が不可能になる。
  - この状態で親密な関係にあるキャラに話しかけると、その内容が極めて意味深なものになる（一部特定のイベントをこなさないとその台詞を喋ってくれないキャラもいる）。なお、相手は異性に限らず、同性同士であってもこの雰囲気を発生させることが可能。相手が人外（猫）であっても発生する。

### 戦闘
幻獣との戦闘による呼び出しは、基本的に8:45から23:59までの間に予告なく突然発生する。人類側の優勢と戦闘の割合は反比例する（つまり、劣勢になればなるほど連戦を強いられ、加速度的に戦局が悪化していくことになる。ただし戦闘が発生するか否かは前日終了時にランダムで決定される。また、戦況が有利になりすぎるとゲームの中盤辺りで敵が全くいなくなってしまうという状況もあり得るため、絢爛舞踏章を狙うのであればある程度戦況を悪くしておかなければならない）。この時、装備品類は出撃直前に整えることはできず、日頃の整備と合わせて全て日常パートで済ませておくか、前線から一度補給車に戻って換装し直さなければならない。NPCの人型戦車兵及びスカウトには好みの装備品が存在（たとえば壬生屋未央は接近戦用の武装しか持たないなど）するが、NPCが戦車兵の場合は、プレイヤーが勝手に装備品を変更できる。また、仕事や訓練、一日の行動終了状態であっても、出撃は戦闘発生時間に遡って発生するため、万全を期すのであれば、プレイヤーには常に余裕を持ったプレイが必要とされる。
- 人型戦車は戦車兵が搭乗して戦闘する、部隊の主力である。戦闘開始時に機体およびキャラのパラメータにより戦闘能力が決められるが、途中でダメージを負った場合各種性能が下がることがある。
- スカウトは自らの肉体で戦う。こちらは機械を使用しているわけではないため、被弾による故障で性能が低下することはない。ただし、パンチ・キックの攻撃力は判定に「戦闘力（PC・NPCの体力）」が組み込まれているため、ダメージを受けると低下する。うまく立ち回れば人型戦車顔負けの活躍をすることも出来るが、全体的に射程や移動範囲が短く非力であり、撃破＝戦死であるため注意が必要。
- 司令は指揮車に乗り込み、後方で味方に指示を出す。人型戦車と同様の方法で戦闘能力が決められる。攻撃能力は無いに等しいので、専らジャミングや煙幕を張ったりしてサポートに徹することになる。また、友軍に支援攻撃を要請することも可能（航空支援は飛行技能を持つ場合のみ）。
- オペレーター、指揮車運転手兼事務官、指揮車銃手兼衛生官、テクノオフィサー（2組：整備兵）、無職者は、オペレーターのアナウンスを通じて戦闘を見守ることになる。

人型戦車・指揮車・レールガンなどは、破壊されても搭乗中のスカウトはウォードレスを着ていれば脱出して戦闘を継続することが可能だが、ウォードレスを着ていない場合は破壊即戦死となる。なお、オペレーターが不在の場合は、教師の坂上及び本田が代役を務めることもある。
どちらかの勢力がすべて撤退もしくは全滅すると戦闘は終了し、結果が表示され、結果に応じた発言力を入手できる。

### 戦闘システム
戦闘システムはターン制のシミュレーション方式であるが、1ターン内は「ステップ」と呼ばれる細かい動作単位で区切られており、重量が軽ければ軽いほど多くの動作を実行できる（最大は10、最低は4ステップ分）。
デフォルトでは「移動」「攻撃」などの1ターンで1度実行する大雑把な行動（以下コマンド）を選んで入力する「安全・自動モード」だが、設定変更によりコマンドを指示するコード（例えば「歩く」ならGFG、「走る」ならGFFG）を表示させて入力する「危険・手動モード」に切り替える事ができ、コードを組み合わせることで、ステップを活用し1ターン内で複数分の行動が可能になる。また、武器の交換・弾薬補給はこのモードでしか行うことが出来ない。
危険・手動モードでは以下の特性も持つ。
複数コマンド入力での共通コード部分の重複
入力した前後のコマンドの文字が共通していれば、その部分を重複させて入力・発動させられる。例えば「歩く」（GFG）の後「走る」（GFFG）と入力するとGFG+GFFGで計7ステップとはならず、Gが一つ省略されてGFGFFGという扱いになる。重複させられるコードに制限はなく、「走る」（GFFG）と「ダッシュ」（FFGFFF）を繋げると計10ステップとなるところを7ステップのGFFGFFF（走る→実行後のステップ経過でダッシュ）で収められる。
覚えていないコマンドの偶発的入力
コマンド入力はデフォルトの数種類と仲間に教わったものしかできないが、重複したコードが偶発的に別のコマンドになることがある。例えば「突く」（FS）の後「回避」（VG）を入力するとFSVGとなるが、その間に「返し刃」（SV。弱化威力での近接攻撃後、回避レベルの一時上昇）のコマンドが自動的に発動する。この後で1つ前に戻る（1行動分の入力を削除）を選ぶと、返し刃が1行動分として認識され、代わりに削除対象になった回避のコードで重複しないGだけが消え、1文字分節約したうえで結果的に「返し刃」だけを発生させることができる（ただし「防御」や「回避」のように、受動的な数値を上げる行動は削除できない）。なお攻撃範囲内に幻獣がいない場合に攻撃コマンドが発動した場合も自動的にキャンセルされる（幻獣がいても、間違えて何もいないところを目標にしてしまうとキャンセルされるので注意が必要）。
次ターンへのコマンド（コード）超過
コードは次のターンの分まで先行入力できるが、コマンドが発動するのはコードを完全に入力し終わった後になるため、現在のターン内で発動しなかったコマンドおよびコードは、次のターンに持ち越しとなる。例えばGFGFFGとコード入力してGFGFの時点でターンが終了した場合、「歩く」のみがそのターンで発動し「走る」のFGが次のターンへ持ち越される。残りのFGのステップが経過すると「走る」が発動する。
次ターンの超過コードの削除と別コマンド（コード）入力
コードが次のターンにまたがった場合は、またがった部分のみ改めて入力しなおすことができる。この時前のターンの分が共通していた場合も前述と同じく再度重複入力できる。例えば前のターンに「射撃」（GAGW）とコード入力していてGWが持ち越されていた場合、キャンセルして前のターンのGAに「全力射撃」（GAAAAGW。命中低下を伴う、全部武装による複数回の全弾射撃）のGAを重複させられる（GA・前のターンのコードの残り+AAAGW・全力射撃を入力したターンに表示されるコード）。この場合、次のターンでは射撃ではなく全力射撃を実行する。
戦闘マップは各陣営のユニットが矢状のコマとして配置されており、これは各ユニットの方向を明示している。さらに、移動に関係する下半身の向きと、攻撃方向に関係する上半身の向きの2つに分類されており、コマンドによってそれぞれの向きを個別に旋回させることが可能。また、マップの地形には高低差が存在し、著しく高いところは登るためのコマンドを利用しないと迂回しなければならないが、同時に敵のユニットの射線を遮る障害物としても利用できる。
戦闘途中に増援が現れることがあり、優勢な側ほど出現率は高く、強力なユニットが出現する。敵および味方いずれかの戦力が8割を切ると、切った方が撤退のための移動を始める（撤退途中でも攻撃はお互い可能）。撤退するためには、各陣営の初期配置側のマップ端にたどり着く必要がある。味方が撤退してもプレイヤーは戦闘を継続できる。また、ガンパレード・マーチ（突撃行軍歌）を歌った場合や特定の戦闘イベントでは、どちらかが全滅するまで戦い続けなければいけない。

### 争奪戦
日常パートにおいて、プレイヤーからの恋愛評価が高い異性NPCが2名存在するマップ上にプレイヤーが移動すると発生。
異性NPC2名が口論を繰り広げた後、プレイヤーに向かって「どっち。」とおもむろに迫ってくる。
プレイヤーにはここでいくつかの選択肢が提示されるが、その中に2人のうちどちらかを選ぶというものはなく、またどれを選んでも事態を解決することはできない。結果として、全員の士気が-10、プレイヤーキャラの発言力が-500、異性2名は「焼きもち」状態になると共にプレイヤー及び恋敵への評価が激減してしまう。なお、焼きもち状態の人物がいる場所は「気まずい雰囲気」となり、状況が改善されるまでは仕事や訓練が行えなくなる他、キャラクターによってはゲームオーバーに繋がる最悪の事態を引き起こす要因ともなる。
争奪戦は、条件が揃う限り基本的に回避できないが、プレイヤーが「密会」もしくは「天才」技能を持っていれば1レベルにつき発生確率を33%下げることができる。また、プレイヤーの側からNPCに対して争奪戦を起こすことはできない。

### エンディング
ゲーム終了となる5月10日までPCが生き残ることができればゲームクリアとなり（Sランククリアは5月10日より前に達成可能）、エンディングに移行する。エンディングにはクリア時点のPC及びNPCの状態、そして熊本県内の戦況などに応じてS、A、B、C、D、Eの6種類のランクが存在し、そのクリアデータをロードして再びゲームを始めた際、ランクに応じてPCの能力値、所持アイテム、発言力が変化する。
Sランククリア
ある特殊な条件の達成が必要。

クリアボーナス…全能力値+400、発言力+1000、金の延べ棒所持
Aランククリア
5月10日時点で小隊内に死者がおらず、戦況が人類優勢
クリアボーナス…全能力値+200、発言力+1000、ブレインハレルヤ所持
Bランククリア
5月10日時点で小隊内に死者が存在し、戦況が人類優勢
クリアボーナス…全能力値+200、発言力+1000
Cランククリア
5月10日時点の戦況が人類優勢で、エンディング内でPCが死亡
クリアボーナス…発言力+1000
Dランククリア
5月10日時点で戦況が人類劣勢で、エンディング内でPCが生存
クリアボーナス…発言力+500
Eランククリア
5月10日時点で戦況が人類劣勢で、エンディング内でPCが死亡
クリアボーナス…なし

## 用語
味のれん
尚敬高校前にある居酒屋で、学兵たちのために定食やアップルパイも扱っている。営業時間は10時から22時まで。戦時下にしては良心的な値段で食事を提供している。食事を必要としない時は店主のオヤジギャグで時間を潰すことも可能。アーケード筐体に入った『精霊機動弾』が設置されており、狙撃技能を鍛えることもできる。実際に熊本に存在する居酒屋「味のれん」をモデルにしている。
今町公園
実際の公園「今町児童公園」がモデル（地図上では「西原児童公園」の位置）。ゲーム中では雲梯を使って夜戦技能の訓練ができ、ゴミ箱には序盤の貴重な資金源となる「金の延べ棒」が入っているが、現実世界の今町公園に雲梯は設置されておらず、ゴミ箱も撤去されている。
学兵
学兵動員法案の可決により、自衛軍再編までの時間稼ぎとして各地の防衛のために召集された少年兵たちの総称。基本的に徴兵拒否はできない。部隊は学校・クラス単位で編成され、昼間は授業（学問よりも戦技が中心）、放課後は軍務、幻獣出現時は出撃を行う。軍人であるため、毎週月曜日には給与が支給され、学生でもあるため、日曜日は一応休日ということになっている。彼らを教える教師たちも全て軍属である。また、部隊指揮や教導などのために、成人であっても学兵を務めている者も多い（5121小隊では善行忠孝が該当する）。
ガンパレード・マーチ
作中では突撃行軍歌と書かれる。作中の歌詞を元にして『突撃軍歌ガンパレード・マーチ』（2002年、きただにひろし）が歌われている。軍歌技能を持っていれば戦場で（ランダムに）歌うことが可能。歌い終わると人類軍、幻獣軍双方とも撤退不能になり、どちらかが全滅するまで戦うことになる。
黒い月
1945年、月を隠すように突如として現れた黒い天体。全ての光や電磁波などを吸収してしまうため、実情は良くわかっていない。
軍の階級
本作品の学兵の階級は、下から戦士（軍曹待遇）、十翼長（曹長待遇）、百翼長（少尉待遇）、千翼長（中尉待遇）、万翼長（大尉待遇）、上級万翼長（少佐待遇）、準竜師（中佐待遇）、竜師（大佐待遇）までが確認されている。ゲーム中では、通常の方法では上級万翼長まで昇進することができ、上級万翼長の状態で特定のイベントをクリアするとその昇進ボーナスにより準竜師に昇進することができる。昇進を希望する場合、発言力を消費して芝村準竜師に陳情して認められる（NPCを推薦することも可能）か、NPCが推薦してくれるのを待つかである。認められた場合、翌日以降の朝のホームルームで芝村から通達がある。また、特殊イベントで昇進することもある。
学兵と自衛軍は別組織であり、ゲーム中では取り上げられないが、自衛軍で用いられる階級は旧大日本帝国の各軍とほぼ共通している（空軍は不明）。自衛軍の下に学兵が位置づけられており、実質的に学兵の階級は（よほど差がある場合を除き）自衛軍相手では意味がなく、学兵間でしか通じない。
熊本城攻防戦
特定の人物とのイベントを進めると発生する、熊本城を舞台とする本作中一二を争う高難易度の戦闘イベント。回復なしで3連戦行なわれ、3戦目は主人公機1体のみで多数の幻獣と戦わされる上、その機体は長期戦の影響で能力値がダウンしている。選択によって3戦目はキャンセルできるが、その場合イベント発生に係わる人物が戦死する。クリアすれば熊本市内から幻獣が一掃される。なお、戦闘デモの背景では舞台が桜の名所であるがゆえ、満開の桜が咲き誇っている。
決戦存在
世界を救う者、人類の救世主的存在。実は、幻獣側にも決戦存在は存在する。ゲーム中では決戦存在＝絢爛舞踏ととれる説明がなされているが、実際にはこの二つは別のものである（正確に言えば絢爛舞踏は決戦存在だが、決戦存在は必ずしも絢爛舞踏であるとは限らない）。
幻獣
1945年、黒い月出現後に突如としてヨーロッパに現れた人類の天敵。組織的に行動し、膨大な戦力で人類を圧倒する。戦線に突如として現れ、死後は死体も残らず消滅する。何故人類を襲うのかは、出現から50年経った今なお不明だが、総じて口がないことから、捕食のためでないことだけは明らかである。また、彼らに制圧された地域は急速に自然が回復しているという説があり、幻獣共生派の活動の根拠となっている。正体不明といわれているが、芝村一族は何かを知っているようだ。夏季には出現しなくなり、その期間は「自然休戦期」と呼ばれる。
幻獣共生派
幻獣との共生を主張する人々。その中の過激派による無差別テロが多発している。その主張が危険視され弾圧されており、共生派の認定を受けると裁判なしで銃殺刑となる。また、過激派ばかりではなく人類と相互不可侵の共存を目指す穏健派も存在する。
絢爛舞踏章
幻獣を300体撃墜した者に与えられる勲章。ゲーム開始までに受章した者はわずか4名しか存在しない。「舞うように死を与える存在。強くなりすぎた故に人でなくなった、世界で最も新しい伝説。新しい神。英雄の妖精。あしきゆめと戦う者。人類の守護者」と劇中では語られる。ゲーム中ではこれを受けることがエンディングに深く関わるイベントのフラグとなっている。
5121小隊
正式名称は第5連隊第1大隊第2中隊旗下第1小隊。対中型幻獣駆逐戦車隊であり、人型戦車である士魂号が3機配備されている。このゲームの舞台であり、初代小隊長は善行忠孝。
芝村一族
ここ数十年で勃興した新興軍閥。政財界にも大きな影響力を持ち、汚い手口も駆使し急速に勢力を伸ばした。明らかにオーバーテクノロジーな技術などを有し、その実体には謎も多い。一応血族であるが、能力が優れ著しい成果を挙げたものは一族に入ることもある。自らを「青」と称する。WCOPを授章すると（＝芝村舞の恋人になると）芝村勝吏から「今日から芝村を名乗るがいい」と言われる（実際に名前が変わることはない）。
また、芝村舞と仲良くなることによって周囲からどんどん「芝村」扱いされるようになる。他のNPCのセリフから察するに、舞のように『我ら』と自称するようになったり『楽観と自信と、絶望の中の希望を見る目』になっているらしい。
尚敬高校
5121小隊が教室や整備テントなどのために間借りしている、熊本市内にある女子高校。熊本に実在する「尚絅高校」がモデルになっており、ゲーム中のマップの位置も実際の尚絅高校の位置を指している。
世代
「GPM」の世界では遺伝病によって人類が生殖機能を失っていった結果、人類が生まれるための手段としてクローニングが既に主流を担い、生物工学が異常に発展している。人類は自らの肉体を時代の流れに応じて強化しており、この強化バージョン（誕生年齢ではなくその能力によって区別される）を○○世代と呼ぶ。1999年時点では第一から第六世代までが存在しており、各世代にはそれぞれモノ、ジ、トリ、テトラ、ペンタ、ヘキサという別名が存在する。第一世代（オリジナルヒューマン）は生殖機能を失い死亡し続けた結果、現存する生殖機能を持ち両親から生まれた第一世代は芝村舞ただ一人となっている。
第二〜第三世代についてはあまり触れられておらず、本作においては第四、第六世代が人類側の主な勢力として登場する。幻獣との戦争が始まって以来に作られた第五世代以降は『兵器』としての側面が強く、第五世代は『幻獣を撃ち滅ぼすのは幻獣だけ』というコンセプトの元、自らの意思で体を幻獣のように変化させられる能力を持っているが、後にほぼ全ての第五世代が反発し幻獣側に寝返るという事態を引き起こしている。その反省を経て作られた第六世代クローンは、『兵器の部品』というコンセプトの元、姿は第四世代とは変わらないものの、強化三次元知覚やIQ、プラスチック置換骨格や強化筋肉によって知力体力共に第一世代数十人に匹敵する能力を持つ（平均IQは470、体力については15歳前後の少年少女が500kgの重りを身につけながらトレーニング可能なレベル）。「兵器のソフトウェアである人間を強化することでハードウェアとしての兵器の能力の限界値を上昇させる」というのが目的である。第六世代学兵たちにとってのセックスは単純な快楽目的の行為でしかないため、同性愛に対する忌避感もほぼ存在しない（同性同士でも「Hな雰囲気」になるのはそのため。ただし『竜』という名の商品として第一世代の芝村舞と対になることを義務付けられた速水厚志のみ、第六世代中唯一生殖機能を有する。故に彼らの恋愛は必然であり、遺伝子レベルでの相性はベストマッチ状態である）。
セプテントリオン
物語中にその名が登場する組織。数多の世界を股に掛ける死の商人の集団であり、『幻世虚構・精霊機導弾』や『式神の城』の世界においても登場する。
戦争税
商店や購買の販売物については、本体価格の15%が戦争税として漏れなく課税される。導入に至った経緯や、いつから導入されているかなどは不明。なお、消費税は存在しない。
ソックスハンター
靴下を狩る謎の狩人たち。この世界には使用済み靴下の臭いに悦びを覚える一種の変態性欲者が存在し、裏マーケットで高値で取引を行ったり、あるいは個人的に楽しむ目的で靴下を収集するため日夜暗躍する。風紀委員と対立しており、闇に潜りつつ抗争を続ける。
多目的結晶体
九州に配属されている第6世代の左手首に埋め込まれている情報端末。士魂号やウォードレスとの情報のやり取りや通信、各種プログラムの読み込みをこれで行う。九州以外の第6世代は「多目的リング」という腕輪状の装置を用いている。第6世代にとって、これを人前にさらすのは性器の露出とほぼ同じ意味を持つため、握手などの行為は基本的に行わない。
並行世界
俗に言うパラレルワールドのこと。アルファ・システム社の他作品（芝村裕吏作品に限る。なお、芝村は現在アルファ・システムを退社している）とリンクさせるための設定。ゲーム中には、他の世界から流入してきた人物や技術なども登場する。

## 登場キャラクター
以下の紹介はゲーム設定に準拠。1周目のプレイ（PC速水）では声優によるキャラクターボイスは無し。通常ではあり得ない髪の色、瞳の色をしているキャラクターが出てくるが、これはイラスト上の表現によるものではなく本当にその色をしている。

### 5121小隊所属
速水厚志（はやみ あつし）
声：石田彰
1984年10月4日生まれ
身長162cm ・体重46kg・血液型A+
本作における公式のヒロイン（男性だが、ヒーローの誤記ではない）。所属部署は3番機パイロット（操縦手）（ゲーム進行中に所属部署は変わる可能性あり。以下新井木勇美まで同じ）。このゲームの1周目のプレイヤーキャラクター。家事が得意な、「ぽややん」と表現される心優しい少年で、毎朝サンドイッチを作って昼食にしている。2周目以降はNPCとして登場するものの、ゲーム進行によってはぽややんとした態度が一変し、突然それまでとは違った能力を発揮するなど、別の姿をのぞかせることがある（余りにも能力が変わるため"覚醒する"という表現をされることもある）。
その正体は幻獣共生派だった両親から引き離され、ラボに入れられて調整を受けた第6世代クローン「ブルーヘクサ」の少年。女性のみに発現する特殊能力を男性でも発生させるための調整で、多量の女性ホルモンを投与された結果、身長・体重などが女性的になっている。後に廃棄実験体となり処分される直前に、ラボの研究員と他の実験体を皆殺しにして逃亡、正体を隠すために青い髪を黒く染め、死んだ学兵の戸籍（本来の速水厚志）を乗っ取って速水厚志を名乗る。ぽややんとした性格は正体を隠すための演技だが、ラボ暮らしが長く世間一般の常識をほとんど知らないため、素の状態でぽややんとしたところもある。追跡の目をかわすために軍内部に潜り込むことを考え、本来の速水厚志が配属される予定であった5121小隊にやってくる。そこで芝村舞と遭遇し、彼女に影響され恋したことで、彼女のために生きることになる。
セプテントリオンの次期主力商品「竜」の試作品候補の一人として設定されており、舞を失ったことがきっかけで七つの世界を恐怖のどん底に突き落とす魔王になるはずであったが、様々な介入により阻止されセプテントリオンの期待を裏切る形「ぽややんとしたヒーロー」に成長した。そもそも、セプテントリオンの計画は速水の可能性を低く見積もり過ぎており、芝村舞の殺害に成功した場合はセプテントリオン自身が魔王となった速水の手により滅ぼされる未来を迎えることとなっていた。魔王となった速水は七つの世界全てで終身大統領として君臨する程の存在に成長する。治世の数十年において数億人を粛清し、芝村舞に似た少女を何万人も侍らせたと言う。他世界における芝村舞の同一存在を集めるということも行っており、その出来事を描いたシリーズも存在する。
芝村舞とつがいになるよう設計されており、第6世代クローンとしては唯一生殖能力を有する（実際に『式神の城』において彼らの子供である芝村未来が登場する）。
強運技能3を所持しているため初心者のプレイに向くが、1周目と2周目以降では所持技能や提案が異なる。
芝村舞（しばむら まい）
声：岡村明美
1984年4月30日生まれ
身長158cm・体重43kg・血液型O
本作における公式のヒーロー（女性だが、ヒロインの誤記ではない）。所属部署は3番機パイロット（砲手）。2周目以降のプレイヤーキャラクターの一人。この世界で大きな影響力を誇る芝村一族の出身で、電子の巫女の異名を持つ努力型の天才。父親（養父）譲りの尊大な物言いで、ごく一部を除いて周囲からは関わりたくないと思われているが、父親譲りの価値観で本人は気にしていない様子。偏った教育を受けているため、政治や経済、軍事には詳しく、高いプログラミング能力を持つが、日常生活の細々とした事柄や同年代間の流行ごとには疎い（時計の電池すら交換できず、家事全般も出来ない。ただし天才技能を持つのでゲーム中は問題なく料理が作れる）。ほかにも父親によくわからない妙なトラウマをいくつも植え付けられているため、何でもないことでも出来ないことがある。表にはあまり出さないが、傲岸不遜な性格に似合わず猫やぬいぐるみなどの可愛い物が好き。
この世界に存在する最後のクローンではないオリジナルヒューマン、つまり第1世代である。セプテントリオンが速水厚志を覚醒させるために用意した「竜の餌」であるが、彼女の養父の裏切り、介入によって生存することとなる。本来の人間(第1世代)なら使用するだけで全身骨折になりかねないウォードレスや、内臓が潰れるほど強烈な動きをするはずの士魂号を、日頃の血の滲むような鍛錬の果てに生身で使いこなすという、正真正銘のヒーローと呼べる存在。小説版などでは士魂号の強烈な動きに耐え切れず、吐き気を堪える（あるいは吐く）シーンが描写されることもある。
初期状態で天才技能と情報技能が最高のレベル3であるため、新たに技能を修得する必要性がほとんど存在しない。その上1日の開始時にランダムで金の延べ棒やプログラムが手に入る恩恵がある。対人関係を向上させる提案に欠ける以外はほぼ完璧。
滝川陽平（たきがわ ようへい）
声：山口勝平
1984年6月1日生まれ
身長164cm・体重57kg・血液型A+
所属部署は2番機パイロット（2周目以降は無職からスタート）。ロボットアニメの影響でパイロットに憧れ戦車学校に入り、額にはバンダナとゴーグルをつけている。制服は裾が短いタイプを着用し、下はハーフパンツ。少々お調子者だが人懐っこい性格で、1周目では速水の初めての友達で、日常モードでの各種システムの解説役でもある。2周目以降無職スタートなのは、幼い頃の出来事が原因の閉所恐怖症のため、士魂号のハッチを閉められないため（つまり1周目と違い戦車技能がない）。寮生活で、弁当の代わりに毎朝500円を貰っているが、NPCは自分から弁当を買おうとはしないので、昼食時は味のれん以外の場所では仲間はずれになることが多い。なお、その趣味や子供っぽい言動から幼く見られがちだが、肉体派の登場人物を除けば比較的体力などはある。ただし部署に就くために必要な技能を一切所持していないため、速やかに何らかの技能を所持させる必要がある。場の空気を読めない性格であるため、周囲の雰囲気に関係なく行動できる。
過去に父と死別（本人は覚えていない）しており、酒びたりになった母から虐待をうけていた経験がある。バンダナとゴーグルはその傷を隠すための物。閉所恐怖症の原因も母に押入れに閉じ込められ、そのまま忘れられかけた経験のため。自家用士魂号購入資金を得るためソックスハンター「ソックスロボ」として暗躍している。絢爛舞踏祭に子孫が登場する。
壬生屋未央（みぶや みお）
声：佐久間純子
1983年2月10日生まれ
身長162cm・体重42kg・血液型A+
所属部署は1番機パイロット。かつては精霊の力を操るとされた壬生の一族の末裔であり、実家は古武術の道場で本人も達人。いついかなる時も白い胴衣に赤い袴姿（巫女装束ではない）。一本芯の通った大和撫子。潔癖症であり、男性と接触するのは少々苦手。戦闘には近接戦闘武器である超硬度大太刀、及び防御用の展開式増加装甲しか装備しないため、頻繁に特攻を繰り返し、戦死率も高い。
戦闘に関わる初期能力値が初期士魂号パイロット中最高であり、戦力的にはまずまず。
先代の「シオネ・アラダ」と呼ばれた存在の転生体（記憶継承体）。現在はその記憶が封印されており、瀬戸口との縁も覚えていない。
善行忠孝（ぜんぎょう ただたか）
声：樫井笙人
1974年8月8日生まれ
身長176cm・体重70kg・血液型A+
所属部署は司令（委員長）。5121小隊で唯一士官学校を出ている成人で、自衛軍からの転属組。ゲーム開始時の階級は千翼長（中尉に相当）。常に沈着冷静で、年下の部下に対しても敬語で話す。5121小隊では唯一多目的リングを使う。ゲーム本編以前の彼の活躍はアルファ・システム公式ホームページ内に掲載されている「ガンパレードマーチ外伝」に詳しい。成人男性にもかかわらず半ズボン（ハーフパンツ）を履いていることに違和感を覚えるプレイヤーが多いが、本来はこれが5121小隊の正式な夏用制服であり、茜を除く5121小隊の男性キャラ（速水・若宮・瀬戸口・遠坂・中村・岩田・狩谷）は半ズボンが恥ずかしいため冬服を着用しているのである。知力を上げる効果のある眼鏡を掛けているが、手放しても画像に変化はない（田辺と狩谷も同様）。戦力的にはまずまず。彼をPCにした場合、特定の条件を満たすと専用のエンディングを見ることができる（その場合Aランククリアとなる）。
若宮康光（わかみや やすみつ）
声：森川智之
1993年4月1日付生産配備
185cm・82kg・血液型A+
所属部署はスカウト（戦車随伴歩兵）。鍛え上げられた体をもつ、軍人らしい軍人。動きやすいように裾の短い制服（デザイン上は女性用制服の上着と同じ）を着用している。隊内では小隊付き下士官の役割を果たす。弁当はいつも回復力の高い3人前を持参し、腐った物も平気で食べることが出来る（体力が下がらないどころか、通常通り回復する）鉄の胃袋を持っている。プライベートでは階級を気にしないことがモットーらしい。スカウトゆえ戦闘に関する初期能力値が群を抜いて高く、使い勝手が良い。
年齢固定型のクローン人間であり、肉体は17歳から成長しない。
東原ののみ（ひがしはら ののみ）
声：こおろぎさとみ
1990年5月10日生まれ
身長138cm・体重29kg・血液型A+
所属部署はオペレーター。5121小隊では最年少の8歳。肉体と精神がこれ以上成長しない成長障害を患っており、親戚の間をたらいまわしにされた挙句、軍学校に入れられた。言動は幼いものの、誰よりも物事の真実を見極めることができ、時々真理をついた哲学的発言をする。魅力の初期値が全登場人物中最高であり、さらに魅力に上方補正がかかる「ののみのリボン」を所持しているため、彼女をNPCにし、男性キャラクターをPCにすると、PCの彼女に対する愛情評価が自動的に上昇してしまい、何らかの手段を取って愛情評価を下げないと争奪戦が発生しやすくなる。ぬいぐるみなどかわいいアイテムを好んで持ち歩き、弁当は回復力がやや低い「かわいいおべんと」。体型に合ったウォードレスが存在しないため、スカウトにはなれない。
Sランクエンディング達成のための極めて重要なイベントに関わっている。
本名は東原希望（のぞみ）。舞らと同じく「A」と呼ばれる人物の養女の1人。舌足らずで「のぞみ」と発音できないため「ののみ」と名乗っている。本来成長しない年齢固定型クローンとして設計されるはずであったが、Aの手によってその処置は施されておらず、本人は成長できないと思い込んでいるものの、実際には成長することができる。クローンのオリジナルは先代の「シオネ・アラダ」と呼ばれた人物であり、瀬戸口のために用意された「竜の餌」である。
瀬戸口隆之（せとぐち たかゆき）
声：梅津秀行
1982年4月8日生まれ
身長179cm・体重66kg・血液型A+
所属部署はオペレーター。自他共に認める女好き。彼にとって、女性であれば子どもからお年寄りまでどんな年齢でも良いようだ。ただし速水にだけは後ろから抱きつく愛情表現を頻繁に行う（速水は迷惑そうにしている）。授業や仕事そっちのけで女性に声をかけるため、一見性格が軽い優男に見えるが、実際は達観したところがあり、時折意味深な台詞を言うこともある。戦力的にはまずまず。NPCの秘密に詳しく、たまに教えてくれることがある。NPCでパイロットまたはスカウトにした場合、両手が超硬度大太刀もしくは素手のため、優男の外見に似合わず戦闘時には壬生屋同様特攻しやすい。
その正体は精神寄生体「鬼」が第5世代クローン「瀬戸口隆之」の体に憑依した存在で、本来の名は「デク」または「祇園童子」。先代の「シオネ・アラダ」と呼ばれた存在によって救われ、彼女の恋人となるが、人類の裏切りにより彼女を殺されたことにより現在は人間に対して絶望し、やる気のない軽薄な優男を装っている。彼女に再び出逢うため、幾つもの体に取り付いては生きながらえているが、想い出を美化しすぎているため、壬生屋の正体に気付けていない。前に寄生していた体ではパイロットとして「絢爛舞踏章」を受章している。その存在をセプテントリオンに見出され、速水同様「竜候補」とされている。彼の竜の餌である東原ののみの命を盾に絢爛舞踏用士魂号「士魂号重装甲西洋型」に乗り、夜間に秘密裏に出撃し幻獣を狩り（ゲーム中女子高生や人妻などに呼び出されるのはその偽装のため）、その姿は女子高生徒から「死を呼ぶ舞踏」として噂されている。
加藤祭（かとう まつり）
声：橘ひかり
1984年9月3日生まれ
身長・165cm・体重44kg・血液型A+
所属部署は事務官兼指揮車運転手。偽関西弁を操る熊本県民。いつもとても明るく元気に振舞う。お金に執着している。小隊内の人間関係にも詳しく、各人が互いをどう思っているか、有料で教えてくれることもある。前述の「22人プレイ」でPCに選ぶと特別なイベントを発生させることができるが、そのイベント終了後、極めて重篤なバグによりゲーム進行に多大な不具合が生じる。能力は標準的。
狩谷夏樹とは中学校時代からの同級生であり、その時から想いを寄せていた。狩谷夏樹のあとを追い、戦車学校にきた。自分が原因で彼が半身不随になったことを気に病んでいる。お金に執着しているのは彼の治療費用を捻出するため。元々の暗い性格を変えるために、髪をピンクに染め、偽関西弁をしゃべる。
原素子（はら もとこ）
声：篠原恵美
1981年12月13日生まれ
身長167cm・体重43kg・血液型A+
所属部署は整備主任（副委員長）で、過去に士魂号の開発に関わっていた。また、かつて善行とただならぬ関係であったことを匂わせる。凛として、大人っぽくクールな印象の美人で、若宮を始めとした多くの男性ファンを持つ。しかし、内面は嫉妬深く、大人ぶって、人を小馬鹿にした態度を取ることも少なくない。その実、料理（特に漬物にはこだわる）が得意など、家庭的な一面も。所属以前から、先輩後輩の間柄にある森とは比較的仲がいい。しかし、揃って性格がきついためか、善行に何かと気遣われる石津萌や、純真なヨーコを陰でいじめているようだ。また、特定の条件を満たすことで、彼女から刺殺されるEDも存在する（ゲームオーバー扱い）。設定上は「小隊でも珍しい常識人」とされている。使い勝手は比較的良い。
森精華（もり せいか）
声：西村ちなみ
1983年1月20日
身長162cm・体重46kg・血液型A+
所属部署は3番機整備士。いつも紺色のバンダナを頭全体を覆うように巻いている。下半身はジーンズを着用。他人と話をするのが苦手のようで、きつい人間だとまわりに思われている。一本気な性格のためか、ちゃらんぽらんな新井木とは仲が悪い。また、興奮した時など時折謎の方言をしゃべる。茜大介とは義理の姉弟関係にあり、彼に複雑な感情（ゲーム中では友情評価が極端に低く、愛情評価が極端に高くなっている）を抱いている。整備学校時代は原の後輩だった。原とは両親の勤めていた研究所で知り合い、尊敬する先輩として行動を共にしていた。士魂号の開発経緯について疑問をもっており、プレイヤーが止めなければイベントで死んでしまう可能性がある。戦闘に関する能力は低め。
セプテントリオンが茜大介のために用意した「竜の餌」であり、彼女の死亡が彼を覚醒させる予定であった。
遠坂圭吾（とおさか けいご）
声：高瀬右光
1984年9月19日生まれ
身長184cm・体重77kg・血液型A+
所属部署は1番機整備士。物腰がとても優雅で上流階級の出身であるが、その立場が嫌なため最前線に行くことを望み、5121小隊に参加する。本人はそのことを秘密にしておきたいようだが、その割には高額で取引される金の延べ棒を大量に持ち歩いている。天気のいい日に布団を干すのが趣味で、紙飛行機やてるてる坊主など庶民的なものに興味を示す。
病弱な妹がおり、幻獣の手によって世界が自然に還れば妹の病気が治るとの幻想によって幻獣共生派に所属している。ただしそのことは芝村勝吏に掴まれており、共生派として処刑されない代わりに手駒として利用されている。また、ソックスハンター「ソックスタイガー」である。
それでも彼が、運良く死なずに生きているのは、彼を恩人として慕う田辺の幸運付加の能力なのだが、本人は気付いていない。
1日の開始時に金の延べ棒が手に入ることがあり、資金面ではトップだが、それ以外ではぱっとしない。
田辺真紀（たなべ まき）
声：増田ゆき
1984年1月1日生まれ
身長162cm・体重44kg・血液型A+
所属部署は2番機整備士。2周目以降のプレイヤーキャラクターの一人。青い髪（イラスト上の表現によるものではなく、本当に青い色をしている）を持つ。とても気弱で、その上とてつもなく運が悪い。しかし気持ちは優しく、自分が不運なことを怒ったり、悲しんだりする様子はない。大切な人に対しては、自分と傍にいることで不運に見舞われることだけは避けたいと感じている。
眼鏡を掛けているが、いつもすぐに壊してしまうため、替えを大量に持ち歩いている。隊に所属する以前、いじめに遭い、校舎の屋上に雨ざらしの状態で置き去りにされていたところを遠坂に助けられ、彼を慕うようになる。
実はラボで調整された第六世代「ブルーヘクサ」。髪の色が青なのはそのため。人工的に幸運がもたらされるような能力を付与する実験を受けたが、逆に不運がもたらされるようになったため失敗作として処理されている。しかし実際は実験は別の意味で成功しており、自分が不運になる分周囲に幸運をもたらすことができる。 実は失敗作と見做されたのに廃棄処分などにならず、自由の身になったのもその能力のなせる業である。そのため彼女と仲良くなると、一度死んでも、自動的に復活させてくれるイベントが起きる。
普段は性格が正反対である新井木と行動を共にすることが多いが、同じく実験体であるためか、東原ののみやブータらとも親交があり、また芝村に対して偏見を持たない数少ない人間。
体力・気力が低く、個別イベントで所持金が度々0になるため、育てるのに苦労するが、強運技能3を所持しているため様々な恩恵を受ける。弁当は回復力が低い「質素な弁当」。
石津萌（いしづ もえ）
声：大谷育江
1984年2月14日生まれ
身長160cm・体重43kg・血液型A+
所属部署は衛生官兼指揮車銃手。かなり暗い雰囲気の持ち主で、前の学校では陰湿ないじめも受けており、そのトラウマのため、人前でまともに喋ることが出来ない。また、5121部隊に於いても、来須や善行らに気にかけられていることで、新井木や原といった面々から恨みを買い、陰でいじめられているようだ。 一方で猫のブータには心を開いており仲がいいようである。
呪術などのオカルトに詳しい。他人と自分を隔絶するために魔術を覚えた。肌に火傷の痕があるので、常に肌を隠しており、プールでのデートの際に表示される水着姿の一枚絵が唯一存在しない（プールでのデートに誘うこと自体はできる）。
暗い性格だが、本当はとても心優しい少女。元々軍用の成体クローンの年齢固定型クローンであったが、遺伝子上のエラーがあったために民間にまわされた。
来須銀河（くるす ぎんが）
声：矢尾一樹
1984年3月21日生まれ
身長187cm・体重99kg・血液型A+
所属部署はスカウト（戦車随伴歩兵）。いつも白のハンチング風の帽子を両目を隠すように被っている（この帽子はアイテムの一つで、手に入れると攻撃力が大幅にアップする。なお、善行達の眼鏡と同様、これを譲り受けても来須のグラフィックに変化はない）。制服も独自のものを着用している。2周目以降のプレイヤーキャラクターの一人。無口でミステリアスな雰囲気を持つ。だが決してクールという訳ではなく、ののみや萌を暖かな眼差しで見つめたりもする。奇抜な服装をしているが、これは義姉のヨーコが見立てたものらしい。若宮同様体力・気力は高いが、提案が少なく、対人関係に苦労する。『絢爛舞踏祭』のクリサリスと同一人物であり、A、つまり舞、ののみ、ヨーコ、田代らの養父と同一存在のひとつである。
ゲームの中では非常に無口・無表情であり、一応他のキャラクター同様喜び・怒り・悲しみ・照れなどの表情は用意されているものの区別は難しい。キャラクターデザインのきむらじゅんこは自身のサイトで「『ジョジョの奇妙な冒険』の空条承太郎と『装甲騎兵ボトムズ』のキリコ・キュービィーをデザインの参考にした」と発言している。
ヨーコ小杉（ヨーコ こすぎ）
声：佐久間レイ
身長182cm・体重67kg・血液型A+
所属部署は3番機整備士。帰化人のようで、日本語は片言。とても包容力のある女性で、小隊内ではお母さんのような存在。来須とは義理の姉弟の関係にある。モデルとなった人物が来須のファンであるため極端に彼との愛情評価が高く設定されており、2周目以降、特に何もしなければゲーム開始から数日以内に来須と恋人関係になることが多い。能力は比較的高めだが、放置すると運動力が1ポイントになるというバグが存在する。
舞らと同じく「A」と呼ばれる人物の養女の1人。彼女もまた物語の鍵を握る人物の一人である。
おおらかで人を疑うことを知らない純真な性格のため、新井木や原にからかわれたり、いじめられることも。それでも他人を責めることが出来ず、「ブレイン・ハレルヤ（多目的結晶にインストールして精神状態をハイにする、一種の麻薬）」を所持、使用して、自分を慰めている。
茜大介（あかね だいすけ）
声：阪口大助
1986年8月13日生まれ
身長159cm・体重42kg・血液型A+
所属部署は2番機整備士（2周目以降は無職からスタート）。見た目は美少年だが、性格は歪みきっている。あることが原因で芝村を恨んでおり、そのため飛び級で所属していた大学から復讐目的でこの小隊に移る。場合によってはこの復讐にプレイヤーを巻き込んだ結果、プレイヤーもろとも殺される恐れがあるため注意が必要。森精華とは義理の姉弟関係にあり、彼女に複雑な感情（ゲーム中では友情評価が極端に低く、愛情評価が極端に高くなっている）を抱いている。実母は士魂号の開発主任で、原の師匠でもある。母親を強く慕っており、自他共に認めるマザコン。自らの脚線美に異常な自信を持っており、短パンを穿いてその足を見せびらかしている。天才技能を持っているので育てやすい。『幻世虚構・精霊機導弾』の登場人物「ベルカイン」とは同一存在（現在はある理由により、その可能性を失っている）であり、速水や瀬戸口同様セプテントリオンの「竜候補」の一人。後の可能性の一つとして、対幻獣の一大反攻作戦「茜作戦」を企画・立案することになる。
中村光弘（なかむら みつひろ）
声：桜井敏治
1984年11月24日生まれ
身長167cm・体重96kg・血液型A+
所属部署は指揮車整備士。2周目以降のプレイヤーキャラクターの一人。熊本弁の達人で生粋の熊本人。整備の技術が高く、知識も豊富で古今東西の戦闘について諳んじ、熊本の歴史にも明るい。料理が大好きで、特にお菓子作りは彼の得意技。その上体型のせいでウォードレスが着用できない等と、育てづらく、歩く速度も遅い。
凄腕のソックスハンター「ソックスバトラー」であり、靴下の匂いを力に変えることが出来る本物の変態。
岩田裕（いわた ひろむ）
声：結城比呂
1984年84月84日（誤植ではない）生まれ
身長178cm・体重64kg・血液型A+
所属部署は1番機整備士。整備士としては非常に優秀なのだが、改造白衣と奇抜なメイク、奇妙な動きで異彩を放つ、笑いのためなら命をも投げ出せる男。彼の言動は時に理解に苦しむ。その上ギャグとして成立していないギャグを発し、仲間達からボコられる（＝殴られる）ことも多いが本人はむしろそれを喜んでいる。しかし時折、まるで人格が変わったかの如く冷静かつ謎に満ちた言動を発することもある。なぜかいつも自爆装置を持ち歩いている。
実家の岩田家はセプテントリオンと繋がりがあるが、彼は舞らの父「A」に加担し、セプテントリオンを裏切っている。ゲーム2周目以降では「アリアンなる人物から介入されている」という設定の元に様々な情報を語る。ソックスハンター「ソックスバット」でもある。『絢爛舞踏祭』のヤガミと同一人物。
レアな技能や提案を初期状態で所持しており、能力的にはまずまず。場の空気を読めない性格であるため、周囲の雰囲気に関係なく行動できる。
狩谷夏樹（かりや なつき）
声：保志総一朗
1984年6月20日生まれ
身長174cm・体重57kg・血液型A+
所属部署は3番機整備士。元々はバスケット選手だったが事故で両足の自由を失い、現在は車椅子での生活を余儀なくされる。そのため階段の上り下りは誰かの助け（またはアイテム「スポーツ用車椅子」の使用）が必要。少し陰のある雰囲気を持ち、一見明るい振る舞いの端々に自虐的な言動が見え隠れしている。ゲーム中の人間関係のシステムの関係で、頻繁に他人の配置換えを行うことがある。
幻獣共生派の一員で、背骨には「聖銃」の破片が仕込まれている。その影響でクローン技術が発達しているこの世界においても彼の足を治療することは不可能で、この破片は彼の絶望と共に体を乗っ取って最強の幻獣である「竜」へと変貌させる。
階段の上り下りに介助が必要、特定の技能、能力値の訓練が自力で行えないなど行動に制約があること、提案に乏しいことから育てにくい。またウォードレスも着用できない。
田代香織（たしろ かおり）
声：高乃麗
1983年12月18日生まれ
身長168cm・体重48kg・血液型A+
所属部署は1番機整備士。精霊と人間のハーフで、青い光を放つ"神の手"を持つ。準竜師の命で親友を殺されている。不良少女を気取ってはいるが情に厚く、何よりも友を大事にする。かわいいものが好きという一面を持つ。肝心の整備士の能力はそれなりだが、戦闘に関する能力値は整備士として破格の数値を誇り、比較的育てやすい。また拳の破壊力は天下一品で、通常の戦闘におけるパンチの威力はキックの半分で計算されるが、彼女だけは2倍になる修正がかかる。NPCの時に部署をパイロットやスカウトにした場合、強力なパンチを使用できるよう両手に何も装備しないため、壬生屋以上の特攻を行なうようになる。
舞らと同じく「A」と呼ばれる人物の養女。セプテントリオンの計画ではある人物の竜の餌となる予定であったが、その人物が事故死したために放置されている。『絢爛舞踏祭』では「カオリ・サザーランド」の名で登場する。
新井木勇美（あらいぎ ゆうみ）
声：矢島晶子
1985年8月4日生まれ
身長150cm・体重36kg・血液型A+
所属部署は2番機整備士。とにかく元気な少女で、自分のことを「僕（ボク）」と呼び、いつも走っている。基本的に自分達が楽しければよいという、小隊内で唯一の“普通の人”。生真面目な森とは反りが合わず、正反対な性格の田辺とは仲がいい。なお、名前の読みは本来「にいぎいさみ」となるはずであったが、スタッフのミスによりゲーム中ではこの読みになっている。常に走っているため移動速度は速いが、能力は低め。場の空気を読めない性格であるため、周囲の雰囲気に関係なく行動できる。狩谷同様システム的な関係で配置換えを頻繁に行う傾向がある。
速水厚志とは幼馴染であるが、当人同士はその事実に気付いていない。一人称がボクなのは速水が「将来お嫁さんになりたい」と発言し、なら自分はお婿さんになろうとしたため。
技能は少なく、能力も低い。しかも初期状態では士気が低く仕事をしてくれないなどと扱いにくいキャラである。しかし実は「人類の決戦存在」であり、彼女の何気ない一言によって最悪の可能性が悉く潰される。後にスカウトに転属、6人目の絢爛舞踏となり、来須銀河を追って数多の世界を渡り歩くことになる。「式神の城II」の登場人物「ニーギ・ゴージャスブルー」と同一人物。

### 教師・ネコ
特殊な立場のため、NPCとしてのみ登場する。
本田節子（ほんだ せつこ）
声：田中敦子
元々は軍の人間ではなかったが、軍隊向きの性格なため、戦車学校の戦闘教官となった。5121小隊の生徒が通う第62高等戦車学校の教師であり軍人。1組（実戦班）担任と戦闘実技を担当する。ヘヴィメタルをこよなく愛する。生徒には厳しく接するが、本当は常に生徒への思いやりを忘れない優しい先生。常にアサルトライフルを持ち歩き、たまに撃つ。壬生屋の母方の叔母。
坂上久臣（さかうえ ひさおみ）
声：大塚芳忠
同じく第62高等戦車学校の教師であり軍人。2組（整備班）担任と戦闘理論を担当する。本田節子とは正反対に、物静かで優しいが、内に秘めた心は熱い男。体力が増加される効果のあるサングラスを持ち歩くが、眼鏡キャラ同様手放しても素顔を見られるわけではない。一周目の序盤から「交代の二式がまだ来ない」と言った発言をすることから、二体交代で勤務している事と、クローン技術の発達をうかがわせる。見慣れれば個体差も感じ取れ、二式の方がやや機械的な言動を取る。
2周目以降で初見の時に彼に詰問されることがあり、選択肢を間違えると彼に撃たれて死亡してしまう（すなわちゲームオーバー）。
芳野春香（よしの はるか）
声：池本小百合
第62高等戦車学校の教師で担任補助。戦車学校で国語を教えるためだけに作られたクローン。第62高等戦車学校の中では唯一の民間人で、専門は国語だが、実際は他の教科も本田、坂上と分け合って教えている。少し天然ボケのような印象を受け、時間にルーズというか朝が極端に弱く遅刻常習者だが、生徒から見ると優しいお姉さんと言ったところ。平和主義者で生徒が戦場に駆り出される事を悲しく思っている。同じ理由から生徒が戦場で活躍して勲章を貰っても、素直に喜ぶことができないようである。
とある理由で精神的に弱く、たびたびアルコールに逃避する。ゲーム本編でも死者が続出するとアルコール漬けになり、教員に適さないとして罷免され彼女のクローン体が送られてくる（彼女から全キャラクターへの好感度はリセットされる）罷免された後の彼女の末路を知っていると非常にダークな話であることを理解させられる。
ブータ
声：大木民夫
5121小隊で飼っている猫。オス。体長1メートル程度と、とても体が大きい。いつもちゃんちゃんこ風の赤い服を着ている。客人神(まれひとがみ)として熊本を守護する。不思議な雰囲気を持つ猫で、時々人間の言葉が分かるかのような素振りを見せる。NPCとしての扱いは他の人間キャラクターと変わらず、女性キャラと恋人関係になることも可能。彼と恋人になった場合、毎朝弁当の代わりにマタタビが手に入る。手に入れると全能力値が大幅にアップする「ネコの首輪」を持つ。
本名はブータニアス・ヌマ・ブフリコラ。数千年を生きる猫神である。ゲーム中ではその正体を隠すためある者の手で服にマイクが仕込まれ、別の人物が喋っているかのように装っている。
他の人物同様声優がキャスティングされているが、一部のイベントで鳴き声をあげるのみで、人間の言葉をしゃべるシーンでは声はつかない。扱いが他のNPCと同じせいか、歩いているところを見てみると「単語帳を開いて」いたり他のNPCと「事務的な会話」を行っていたりする。
「ヌマ・ブフリコラ」は「民衆の友」という意味で、一種の称号であり名前ではない。彼が身に付けているちゃんちゃんこもその証としてある人物から贈られたものである。

### 学生軍幹部
イベントシーンでのみ登場。
芝村勝吏（しばむら しょうり）
声：大川透
芝村一族の一員であり芝村舞の従兄弟。九州学生軍生徒会連合司令部の参謀長（ゲーム中では兵站将校）であり階級は準竜師（中佐相当）。5121小隊の直属の上司。本来はもっと高い地位にいても良いはずだが何らかの理由があって今の地位にとどまっているらしい。肥満した体格で細い目つきをしており、優秀な策略家で残酷な手段も平気で行う。ただしゲーム中では部下の頼みには必ず耳を傾ける。芝村一族や軍とは別の、とある裏の組織においても幹部を務めている。
ウイチタ更紗（ウイチタ さらさ）
声：天野由梨
芝村準竜師の副官にして、風紀委員。アーリア系の出身。準竜師とは恋人関係にあるが、彼のある趣味が許せない。

### その他
悠木映（ゆうき あきら）
5121小隊が間借りしている尚敬高校在校生。キャラクター画像は一般の尚敬高校女子生徒と同じ。ある連続イベントで登場しプレイヤーに好意を寄せ、整備兵から戦車兵へ転属を志願する。「YESだね」が口癖。『絢爛舞踏祭』のセラと同一人物である。
味のれんの親父
声 - 千葉繁
本名は松田正則。尚敬高校前の居酒屋「味のれん」の店主兼板前。戦時中でも学兵達に美味しいものを食べさせたいという心意気から、尚敬高校前に味のれんを開店した。芝村準竜師や裏マーケットの親父とは、商売以外で何か裏の繋がりがある模様。若い頃は続編に登場するハードボイルドペンギンと一緒に行動していたらしい。なお、モデルとなったのは先代の味のれん店主。
裏マーケットの親父
本名不明。新市街の地下で「裏マーケット」なる怪しい雑貨店を経営している。無愛想だが、商売に関しては妥協のない性格。芝村準竜師や味のれんの親父とは、商売以外で何か裏の繋がりがある模様。
売店のおねえさん
尚敬高校内の購買部で店員をしている女性。外部の一般企業の業者らしく、特に設定上で重要な秘密を抱えているようなことはない。常連になると戦争税をサービスしてくれることもある。

## 登場兵器

### 人型戦車
士魂号
AMTT-519M。ザ・スピリットオブサムライ。士魂号M型。身長9m、乾燥重量7.5t。
人型戦車であり、動力は人工筋肉、燃料はタンパク燃料で単座型。換装による標準装甲型、軽装甲型、重装甲型のバリエーションが存在し、既存の戦車にはない機動力・運動力と、ありとあらゆる装備を利用することが出来る器用さを持つ。しかし二足歩行のためあまりにも整備性が悪く、普通の戦車の3倍の整備兵が必要とされ、故障も多いことから、一般的には欠陥兵器扱いされている。善行はその問題を3倍の整備要員を用意することによりカバーしている。制御系の部品には整備兵も開けることのできないブラックボックスが多く、秘密の多い機体。5121小隊では1番機、2番機がこの機種。ゲームには登場しないが数百種類の専用装備があり、状況によって使い分けることができる。本機のブラックボックスは機体の姿勢を制御するために多数のクローン脳が使用されており（これは違法行為である）その脳には罷免されたクローン体や、恋愛感情を覚えたののみタイプクローンなどのものが使用される。また芝村閥によって敵対する人間や幻獣共生派などの脳もこれに加工されている模様である。
士魂号複座型
AMTT-519MW。ザ・スピリットオブナイト。正式名称は騎魂号。
士魂号Mの複座型。複座のため単座とはシルエットが大きく異なり、厳密には人型とはいえない。機動力は単座型に劣るが高い情報処理能力を誇り、背中に複数の敵をまとめて攻撃できる対地対空両用ミサイルランチャーを装備しているため、火力面では単座型に勝る。突撃仕様と電子戦仕様が存在し、電子戦仕様は突撃仕様と比較して機動力に劣るものの（ゲーム中では総ステップ数は突撃仕様の「9」に対し、電子戦仕様は「7」と少なくなっているが、各種移動コマンドの最大移動可能範囲は、電子戦仕様は単座標準装甲並になっていて、単座重装甲並の突撃仕様よりも広い）、ミサイルランチャーの他ジャマー（無線誘導兵器を無力化する）などの支援装備を持つ。5121小隊では3番機がこの機種で、初期状態では突撃仕様となっている。設定上では司令が乗り込むための指揮官機仕様も存在し、公式小説などに登場している。OPムービーに登場する、ロケットジャンプによって短時間の飛行が可能になる「士魂号用ロケット」はあまりに強すぎるという理由で開発中に没になったらしい装備である。
士翼号
AMTT-526。ザ・ウイングオブサムライ。
単座型の新型機。上記2機種とは比べ物にならない圧倒的な機動力を持つが、その開発経緯には謎が多い。燃料もタンパク燃料ではなく水素。士魂号と比べて圧倒的に細身かつ技術的な繋がりを感じさせないフォルムと、アルカイックスマイルを浮かべた頭部が印象的。陳情の他、ゲーム進行によって5121小隊に配備されることがある。装備は士魂号に準ずるが、運用次第では無手でも多大な戦闘力を発揮する。同じアルファ・システムのPS2用ゲーム『絢爛舞踏祭』にも登場するが、シルエットは全く異なる。
- 士魂号用装備
  - ジャイアントアサルト
    - 519番式突撃小銃。水冷式20mmガトリング機関砲。小口径だが高度な三次元機動を行う士魂号ならば装甲の薄い部分に攻撃することによって多大な戦果を上げることができる。威力は低く、射程も今一つだが、装弾数の多さ、射角の広さによって非常に使いやすい武器となっている。また、煙幕弾頭を発射するためにも必要となる。
    - 煙幕弾頭
      - スモークディスチャージャー。煙幕を展開し、敵の移動妨害効果と光学兵器を無力化することができる。士魂号用のものは巨大な弾を入れた単発式のソケットの形で供給され、突撃小銃に装着される。使用すると100m先で破裂、以後1分に渡って煙幕を吐き続ける。効果範囲は無風状態で直径2km前後、効果時間は20分間程度という設定だが、ゲームではマップ全域に効果がある。また、歩兵用の煙幕手榴弾、指揮車のスモーク（司令コマンド）も同様の効果がある。ゲームシステム上の都合ではあるが、無力化されるのは敵の光学兵器のみで、味方の武装（レーザーライフルなど）には一切影響がない。ジャンプ系以外の移動手段で敵に接近する際に有効であるが、NPC（友軍）ユニットと敵ユニットが重なり、PCユニットの範囲攻撃以外の攻撃が不可能になるバグを引き起こしやすくなるので注意。

  - ジャイアントバズーカ
    - 519番式無反動砲。160mm口径長L40の折り畳み式ロケット砲。設定では弾頭をHESH（対装甲用粘着弾頭）か榴弾か選択することになっていた（ゲームでは一種のみ）。装弾数1発のみの使い捨てで、弾倉交換も不可能ではあるが、威力、射程に優れるため強敵相手の切り札として重宝する。

  - 92mmライフル
    - 519番式92mm主砲。戦車用の120mm砲をスケールダウンしてライフルの形にしている。射程は長めで威力もそれなりにあるが、装弾数が少ない上に射角も狭く、両手を専有する。本来は120mm砲を採用する予定だったが、砲撃時の反動に士魂号が耐えられず断念したため開発された武装。

  - 超硬度大太刀
    - クロム・ハーヴェイ鋼製の高周波ブレード。射程は短いが、射角と威力に優れる上、何度でも使え、さらに射撃用武器と違って地形による射線障害が起こらない。コマンドの習得により、突き・斬り・振り上げ（威力を上昇させる）・返し刃など様々な攻撃が可能。いずれも入力コマンドコードが短いため、コンボの組みやすさや隙の少なさにおいても利があり、一撃離脱で一体ずつ確実に撃破する戦法で真価を発揮する。ただし、片手に持つだけでは反対側が死角となるため、全方向に攻撃するためには二刀流での運用または高度な機動が必要。

  - ミサイルランチャー
    - 519番式小型ミサイルランチャー。士魂号複座型の固定武装であり、円形射程内全ての敵に攻撃を加えることができるため撃墜数を稼ぎやすい。装弾数は1だが弾倉交換は可能。設定上は有線誘導ミサイルであるが、表現上の制約から、ゲーム中の映像では無線の如く描かれている。照準は全て後部席のガンナーが行っている。

  - 展開式増加装甲
    - 519番式固定装甲板。肩に装備し、使用時には地面に突き刺して展開させる盾。重量は士魂号本体をも上回り、装備するとステップ数が格段に落ち、機動力が大きく損なわれるが、敵からの攻撃の大半を防ぐことができる。装備するしないで戦術に大きく差が出る。自分以外の機体の両肩に装備させてNPCの生存率を引き上げる、と言った使い方もできる。

  - N.E.P.
    - 非エリンコゲート空間追跡機（Null Erinco-Gate-Point Pursuer）。これによる攻撃を受けた「この世界」の者でない者は過去に遡って存在自体を「この世界」から否定され、最初から「この世界」にいなかったことにされてしまう。非常に重く、両手用装備で、装弾数は1。さらに入手するためには莫大な発言力が必要になるが、ミサイルランチャー同様効果範囲内全ての敵に攻撃でき、射程は無限大、しかも命中すればいかなる相手であっても撃墜できる、あまりの強力さにゲームバランスを崩しかねない代物。また戦闘中に戦場に捨てても自動的に回収される唯一の武器。

  - 精霊手
    - 読みは「しょうろうしゅ」（製作者によると「せいれいしゅ」でも間違いではないらしいが、正式にはこう読む。ゲーム内および関連作品では「しょうろうしゅ」で統一されている）。機体の両腕及び全身に描かれた精霊回路によって発動する「絶技」。使用するためには一定の条件（3種類の方法が存在）が必要となるが、装備状態に関係なく使用でき、ジャイアントアサルト以上の射角、ジャイアントバズーカを遥かに上回る威力、92mmライフルと同等の射程、さらに超硬度大太刀と同じく射線障害が起こらないという極めて優れた攻撃手段となる。ただし、それら武器を使った攻撃に比べて一発あたりの気力の消耗量が大きいのが難点。ウォードレスでも使用可能だが、そちらは威力・射程が弱体化するなどの制約を受ける。

### ウォードレス
ウォードレスとは戦車兵や歩兵（実際は指揮車乗組員や整備士など、戦場に出る兵士全て）の装備する強化装甲服。人工筋肉で装着者を強化、保護する。表面は主に強化プラスチックで覆われ、金属装甲が用いられることは一部の局地戦用を除きほとんどない。またウォードレスの名称の形式は開発された地域によって変わり、西日本は漢字二文字、東日本は横文字となっている。幼児体形のののみ、歩けない狩谷、太り過ぎの中村は着ることが出来ないため、歩兵にはなれず、士魂号搭乗時に自機が破壊された場合は脱出できずに即死亡してしまう。
互尊（ごそん）
KKWD-19。熊本で一般的に使用されている標準的なウォードレスで、特徴がないのが特徴。戦車兵仕様のC型と狙撃兵仕様のA型が主に登場する。変な名前を付けられているが、これは開発元である熊本開陽高校の校是「互尊協和」が由来。基本設計は優れているものの、同機のために開発していた新型人工筋肉の搭載が予定通りにいかなかったため、歩兵からはパワー不足で不評、しかし戦車兵からは着心地の良さと動きやすさから好評を得ている。男性専用だが、芝村舞は初期状態で着用している（廃棄された際には他の女性キャラと同様に着用不可能）。
武尊（たける）
KKWD-19P。貧弱だった人工筋肉を、高性能ウォードレス「アーリィフォックス」のものと換装した互尊であり、設計時の計画通りの高い性能を発揮できる。装甲は薄いが圧倒的な機動力を誇る。いわばスカウト版士翼号。可憐も同様であるがスカウト用ウォードレスのため、性別を問わず着用可能。
久遠（くおん）
KSWD-26。女性兵士用ウォードレス。戦車兵仕様と極少数の戦闘工兵仕様がある。戦車が破壊され、脱出したあとも戦闘を続行できるように設計されており、戦車兵装備のウォードレスとしては例外的に装甲と人工筋肉補正率が高くなっている（あくまで設定上の話であって、ゲームでは装甲値は最弱の部類である）。設定上、戦車兵仕様は尚敬高校の女生徒達が使用しており、降車後は車載の軍刀を振るって戦うとされる。戦闘工兵型は戦力値評価にバグがあり、1から上昇しない。
可憐（かれん）
通常の両腕に加え、両肩にそれぞれ補助腕を持った重ウォードレス。補助腕は1本で両手用武器を装備可能であり、武器の携行数に優れる。その反面、リテルゴルロケットが装備できず、壁登りも不可能であるため機動力はかなり劣る。性別を問わず着用可能。通常型のほかに、前期量産型で可憐用カトラスを装備した本国仕様、突撃型で120mm砲を左右の腕に1門ずつ装備したD型仕様（ストライカーDとも呼ばれる）がある。なお、通常型以外は装備品の変更が不可能で、戦闘では固定武装を使用した攻撃かパンチ・キック・精霊手しか攻撃手段がなくなる。
- ウォードレス用装備
  - アサルトライフル
    - アデレイト・アサルトライフル。5.5mm高速弾を使用するアサルトライフル。弾倉はバナナマガジン式で携行弾数は40（ゲーム内での装弾数は8）。重量36kg。両手で持って射撃する。片手射撃時の命中精度は恐ろしく低く、実用にならなかったとされるが、ゲーム中では両手に一丁ずつ携行できる（ただし、射撃時の映像では一丁を両手で把持している）。なお、本来の（現実に存在する）アサルトライフルの重量は3kg - 5kgが一般的であることからも、ウォードレス用武装の異常な重量（およびそれを運用できる人工筋肉技術の異常さ）がよくわかる。

  - サブマシンガン
    - 97式軽機関銃。9.2mm拳銃弾を使用するサブマシンガン。装弾数80（ゲーム内での装弾数は16）。前面4重ドラム弾倉式。重量は16kg（実在するものでは2kg - 3kgが一般的）と、やはり非常に重たい。作中においては、威力は低いが大量の弾薬を携帯でき、片手で射撃できるためによく使用される、という設定。ゲームとして見た場合、上記のアサルトライフルに比べて威力と射程に劣る反面、射角が広く、さらに作中の射撃武装の中では装弾数が抜きん出て多いことから、カトラスの代わりに近接攻撃に用いることもできる。さらに、うまく「全力射撃」コマンドに持ち込めば極めて強力な攻撃が可能になる。とりわけ可憐通常型の4本腕すべてにこれを装備した時の火力（最大64連発）は圧倒的。

  - 超硬度カトラス
    - 刃渡り40センチ。超金属ヒヒイロカネの鍛造品。形状はカトラスだが製法は日本刀と同じで、達人ならば鉄をも斬り裂ける。主に儀礼刀として使用される。超硬度大太刀に比べ、射程の短さ、威力の低さが目につくが、人型戦車と同じくコマンドによるコンボや広い射角を利用した巧みな近接機動を駆使することにより強力な武器ともなる。

  - ヘビーマシンガン
    - 94式小隊機関銃。班（6人）に1丁装備する機関銃。口径12.7mm。ガトリングタイプ。ベルト給弾式で標準2,000発近く（ゲーム内での装弾数は6）を背中のAアタッチメント（映像に出てくる、背負ったタンクの様なもの）に装備する。銃本体が100kg、Aアタッチメントにいたっては実に700kgもの重量を持つ。排莢の関係上、銃を手に下げて低位置射撃するために両手が塞がってしまうが、射角、射程共に優秀な射撃武器。

  - レーザーライフル
    - 99式熱線砲。レーザー兵器。長くてひょろひょろした銃身を持つ。冷却器の関係上、単発発射式で、再チャージに12秒の時間がかかる。バッテリー容量は30射分（ゲーム内では装弾数1、時間経過による回復を経れば無限に使用可能）。6,000mの射程があるが、霧や霞など天候の変化に弱い。破壊力は1秒の照射で8cmの防御装甲板を射抜く。連続1秒まで照射可能。赤いレーザー光は視認用の照準装置であり、殺傷能力のあるレーザーは不可視光である。両手で持って射撃する。射程の長さに比べ射角の狭い兵器。狙撃兵用と言える。なお、総弾数が1のためコマンド「全力射撃」は使用できない（という設定だが、実際に「全力射撃」を行うと攻撃範囲内の敵が全滅するまで無限に撃ち続ける）。

  - 40mm高射機関砲
    - 第2次防衛戦争直前に完成し、以後60年以上も小改良を続けながら使われている北欧製ボフォース 40mm機関砲の国産版を日本独自に改良し、最新の照準器をつけたもの。機関部分はほぼ原形のままであるという事実が、原形の驚異的なまでの優秀さをあますところなく表現している。仰角90度で9000mまで弾丸を打ち上げられる。光学センサー＆レーダー併用式照準装置使用。使用される弾丸は改良され、現在では近接信管をつけた炸裂弾か、硬化テクタイト徹甲弾が使用されている。また南高では地上戦用に榴弾やナパーム弾も少量量産されていた。しかしゲームでは再現されていない。両手で持って射撃する。ゲームでの装弾数は4。

  - 手榴弾
    - 96式手榴弾。重量が6kgもあるが、炸薬は何故かたったの300gしかない（実在する一般的な手榴弾は本体が300gから500g、そのうち半分弱を炸薬が占める）。ウォードレス兵はこれを擲弾筒等を使用せずにそのまま放り投げる事が出来る。一般的なパイナップル型。効果範囲内の敵全てに200の固定ダメージを与える事ができる。

  - 煙幕手榴弾
    - 82式煙幕散布器。ポケットオン可。手投げタイプの煙幕散布器。約5分間にわたってレーザーを無効化する煙を吐き続ける。効果は士魂号の煙幕弾頭と同じ。

  - ロケットポッド
    - 96式多弾頭ロケットポッド。小型の弾頭を大量にばら撒く（ゲームでは装弾数2の単体攻撃）。地雷散布や、密集地帯への制圧射撃に用いられる非誘導型の推進兵器。設定と異なり、実際には範囲攻撃ではない。背中に装備する。士魂号用の火器に匹敵する射程と、そこそこ広い射角を持つが、弾数は少ない。

  - レールガン
    - 89式120mm短滑腔砲。スカウト2名で運用するレールガン。士魂号同様耐久・装甲・回避の能力値が設定されており、撃墜されると脱出しスカウトとして戦闘を続行することになる。射角は狭いが個人用兵装と比較して威力・射程とも高め。

  - ミサイルポッド
    - 78式連装多弾頭ミサイルポッド。レールガン同様スカウト2名で運用する。なお、PCがスカウトでレールガンやミサイルポッドが小隊に配備されている場合、戦闘開始直前、これらに搭乗するかウォードレスのままで出撃するかを選択することになる（スカウトがNPC2人の場合必ずこれらに搭乗しての出撃となる）。しかしバグのため、NPCはこれらを装備した際、攻撃を行わなくなってしまう。そのためこれらの装備を得てしまうと、かえって前線での戦力は低下する（戦略画面におけるスカウトの戦力値も0になる）。

  - リテルゴルロケット
    - 96式リテルゴルロケット。燃料室が燃料を兼ねるために軽量化に成功した初のリテルゴル式ロケットパック。化学反応式で推力は9000kg。純粋な推進力発生装置であり、翼などは一切ついていない。そのため、空中での制動は個人の力翼（この世界の人間が持つ力で、歴史の表舞台に立つ能力が翼の形に具現化したもの）によって行い、途中消火が必要な際は背面飛行からロケットパックを切り離すことで行う。足の遅いウォードレスもこれで一気に前線へと移動できる。腰部に装備すると移動距離が無限大の「ロケットジャンプ」が使用可能になる。設定上は使い捨てだがゲーム上は装備している限り何度でも使用可能。バグにより、ユニットの向きによっては狭い範囲にしか移動できないことがある。

  - シールド
    - 98式増加機動装甲。単結晶装甲の盾。長さ160cm、幅62cmの長方形ポップライト型。ウォードレスの肩に装備する事により、一定確率でダメージを完全に無効化できるようになる。装甲も少し上昇する。もともと（士魂号に比べて）装甲が薄く、中型以上の幻獣から攻撃されると即死もままあるスカウトにとって、この装備は非常に重宝される。武器類に比べれば重量があるものの、1枚装備する程度では士魂号のような機動力低下は発生しない。両肩に装備した場合、わずかにステップ数が減少する。互尊狙撃仕様の場合は2枚装備でもペナルティは無い。設定上は腕の可動域の問題のため、これを装備しての白兵戦は不可能とされるが、ゲーム上では通常通りに戦闘が可能。

### その他兵器
- 戦闘指揮車
  - MTCT-520。B式戦域集中指揮車。士魂号L型のシャーシを流用して作られた戦闘指揮用の6輪式の軽装甲車で乗員は6名、最高時速は105km/h。25mm機関砲を持ち、煙幕の展開やジャミング能力を持つ。5121小隊に1台配備されている。
- 士魂号L
  - AMTT-519L 士魂号(L)。市街戦に特化された6輪の装輪式戦車。本来の士魂号（士魂号M型は開発予算獲得のためこれの名前を流用している、そのため本機は超低予算で開発された）。熊本学生軍の主力。長砲身型と短砲身型2種類が存在。ただし短砲身型はゲーム中には登場しない。武装は120mm砲1門。5121小隊には配備されないが友軍として登場する。尚敬高校に配備されているのもこれ。曲射砲支援を要請した際に支援を行ってくれる機体。
- モコス
  - MMD-001A/B 。正式名称は式神号だが、その名ではほとんど呼ばれない。名前の由来は熊本弁で頑固者を意味する「もっこす」から。最高時速は30 km/h。軽装甲車のシャーシに120mm砲を無理やり積みこみ、装備できる限界までの装甲を付けたホバー戦車。そのため機動力には乏しいが、士魂号重装型をも上回る装甲を有することから、作中の解説では「頑固者の名の通り、一度居座ったらしぶとく生き残り、120mm砲を撃ち続け、ぶっ壊れた後も盾として使用された恐ろしい」戦車であるとされている。5121小隊には配備されないが、稀に友軍として登場する。
- きたかぜ
  - 万能輸送ヘリ。ロシアと日本の共同開発で、ゲームでは主に武装型の「きたかぜ2」が登場する。5121小隊には配備されないが友軍として登場する。航空支援を要請した時に支援を行ってくれる機体。

## 幻獣
1945年に突如として現われた人類の天敵。圧倒的な数で人類を追い詰めていく。
目が紅く、その数が多いほど強いなどの共通特徴の他、6属12科の体型に分類されている。
- ゴブリン（鳥脚属 走鳥科）
  - 小型幻獣。身長1m、体重24kg、一つ目でいびつな人型をしている。飛び道具は持たず、軽快な運動性能と数を頼りに攻撃してくる。一体一体はそう強くないが、とにかく数が多い。
- ゴブリンリーダー（鳥脚属 走鳥科）
  - 小型幻獣。身長2m、体重160kg、一つ目でいびつな人型をしている。トマホークを手の中に実体化させ、それを投げつけてくる。歩兵にとっては脅威になることも。
- ヒトウバン（外骨格属 浮殻科）
  - 小型幻獣。切り取った人の顔を前面に貼り付けて飛ぶ。攻撃方法は噛みつき、舌チョップ。耐久力は低くさほど脅威ではない。
- ナーガ（直脚属 光砲科）
  - 中型幻獣。全長12m、体重18t、細長い身体に無数の目を持ち、そこからのレーザーが主な攻撃方法。射角がとても広い。
- キメラ（直脚属 光砲科）
  - 中型幻獣。4つの頭を持ち、それぞれにレーザーを発射する目を持つ。射程は長いが射角は狭い。
- きたかぜゾンビ（非骨格群体属 寄生科）
  - 中型幻獣。「きたかぜ」の残骸に幻獣が寄生した姿。ミサイルなどで攻撃してくる。移動速度が速く、突出しがち。装甲も薄く撃墜しやすい。
- ゴルゴーン（鳥脚属 擬竜科）
  - 中型幻獣。四脚獣のような姿をしている。背中から生体ロケットを発射する。移動速度はそこそこ速く、それを活かした体当たりも行う。耐久力も高い。
- ミノタウロス（鳥脚属 擬竜科）
  - 中型幻獣。ゴルゴーンの進化系。士魂号に対抗するために登場した幻獣で、二本足で歩く。ボディからの生体ミサイルの他、接近戦で使うパンチは非常に危険。耐久力も高い。
- バカ（外骨格属 装甲科）
  - 寄生型幻獣。ミノタウロスに寄生し、生体ミサイルとして機能する。対象に飛びついて自爆する事で攻撃する。
- スキュラ（外骨格属 浮殻科）
  - 中型幻獣。30mほどの長い尻尾を持つ飛行船のような身体に、小型幻獣が多数寄生している。それらが一斉に放つレーザーは非常に強力である。大型幻獣が投入できない戦線での幻獣側の切り札、とされている。耐久力も非常に高いが、移動速度は遅い。

## バグ
このゲームには幾つかのバグが発見されており、中にはゲームの進行が不可能になる重篤なものも存在する。大半には回避方法があるが、回避不可能な状況に陥った場合はソニー・コンピュータ・エンタテイメントにメモリーカードを送付して修復してもらえる。ただし前述の「22人プレイ」に基づいてプレイしているデータではこのサービスは受けられない。以下に主なバグを列挙する。
イベント「熊本城攻防戦」発生と同時にハングする
PCが司令・スカウト部署にいる場合に発生する。イベント発生に係わるキャラクターとのイベントを進めない、または熊本城攻防戦発生のキーとなるイベントを起こす前に、PCを司令・スカウト以外に部署変更することで回避可能。
戦闘中プレイヤーユニットのコマンドが無視され、動けなくなり、ゲームオーバーとなる
支援攻撃のデモの後に発生することがある（公式サイトでは戦闘が長期化した場合に発生となっているが、運が悪いと、最短で3ターン目途中で発生してしまうことがある）。戦闘デモをOFFに設定することで回避可能。
1周目（PC速水）で熊本城攻防戦発生後、キャラが灰色で表示されるなど動作がおかしくなる
5121小隊員メンバーが全員揃い、初陣イベントが発生する前に熊本城攻防戦発生条件を満たした場合に起こる。初陣イベント前に熊本城攻防戦発生条件を満たさなければ回避可能。
1周目（PC速水）で、滝川と会話すると発生する「人間関係説明のイベント」でハングする
士魂号の装備変更後、「人間関係の説明イベント」が発生すると起こる。イベント発生前に装備変更を行なわなければ回避可能。
1周目（PC速水）で、作戦会議の画面でハングする
5121小隊メンバーが全員揃う前に（整備班が到着する前に）NPCからの作戦会議の提案が発生し、承認された場合に発生。メンバーが揃うまで提案を否認して承認されないようにすれば回避可能。承認された場合はリセットしてやり直す。
作戦会議の画面でハングする
司令または整備主任が謹慎中もしくはイベントなどで空き部署になっている場合に発生。謹慎中に作戦会議を起こさない、または陳情による部署変更で、空いている司令、整備主任の部署を他のキャラで埋めることで回避可能。
イベント「降下作戦」発生後、PCが幽霊化するなど動作がおかしくなる
PC担当部署が「3番機パイロット」で、サブパイロットが存在しない（死亡または部署変更直後）状態で降下作戦を発生させた場合に起こる。降下作戦の参戦を問われる選択肢で、降下戦への参戦を拒否することで回避可能。
イベント「ソックスハンター第4回」（PC中村）が発生しない
このイベントが発生する前にターゲットとなるキャラクターの靴下を入手し、使用した場合に発生。イベントが発生するまで入手しないことで回避可能。
イベント「100万円をゲットせよ！」の最後のイベントが1日を開始するごとに再起してしまう
5月10日（この日のみ発生すると一日が終了するイベントが全てキャンセルされる）までゲームの操作が不可能になる。イベント自体を発生させないようにする以外回避方法は存在しない。なお、このイベントは前述の22人プレイに基づいて発生するものであるため、発売元のデータ修復サービスも受けられない。

## 挿入歌
- ラストダンス・オン・ステージ（オープニングテーマ）
  - 作詞：スージー・キム
  - 作曲：田中公平
  - 歌：スージー・キム
- SWEET DAYS（エンディングテーマ）
  - 作詞：岩切修子
  - 作曲：多田彰文
  - 歌：石塚まみ
- ガンパレード・マーチ〜歌え友よ、力のかぎり〜（エンディングテーマ）
  - 作詞：貴三優大
  - 作曲：田中公平
  - 歌：山口一憲
- 想い出になるよ（エンディングテーマ）
  - 作詞：高井健
  - 作曲：多田彰文
  - 歌：田中貴代美

## 発売と評価
発売元であるSCEはこのソフトを売れる見込みがないソフトと判断し、生産数は少量で宣伝費が0円という異例の扱いとした。しかし、その革新的内容に注目したゲーム雑誌『電撃PlayStation』は、多数のページを割いた大特集を何号にもわたって掲載し、テレビアニメ化や続編発売といった展開に繋がった。2010年現在においても小説などの各種関連商品が販売されている。
- 2001年3月 第5回日本ゲーム大賞優秀賞受賞
- 同月 第3回SFオンライン大賞ゲーム部門受賞
- 同年8月 第32回星雲賞メディア部門受賞

## 攻略本
メディアワークスより発売された『電撃ガンパレード・マーチ』が現存する唯一の攻略本である。この本は一般の書店では扱っておらず、通信販売のみで入手可能。
攻略法の他、キャラクターや世界観などの設定資料が充実している。ただしいわゆる裏設定については「レベル3」と呼ばれる範囲までの記載となっており、ブータの設定などダミー情報までしか記載されていないものもある。
また、付属のシールとPlayStation用メモリーカードをメディアワークスに送付することによって、『電撃プレイステーション増刊』、『電撃プレイステーションD』に収録された特別データを入手することが出来た。
- シバムラティックバランス（主人公速水、開始日3月5日、全地域の幻獣勢力100、全部署の仕事評価E、今町公園の金の延べ棒なし）
- フレームシフト（主人公速水、開始日4月25日、幻獣勢力500の地域が7箇所存在、士翼号配備）
- 司令官就任（主人公舞、開始日3月5日、舞の能力値が全て1900で全技能3、司令の舞と整備主任の原以外全部署が担当者不在、原の「班長1」以外、全員の技能が0、舞以外全員の能力値が全て50）
- 常春学園（主人公田辺、開始日4月13日、幻獣勢力全地域で0）
- 靴下戦線異状あり 中村危機一髪（主人公中村、開始日5月6日、発言力5000、幻獣勢力全地域で0、今町公園の金の延べ棒なし）
- 絶望の日（主人公速水、発言力-50000、幻獣勢力500の地域が4箇所存在）
- スカウト・ポルカ（主人公若宮、開始日5月10日、スカウト（若宮、来須）以外全部署担当者不在、若宮の体力1900、それ以外の能力値1000、熊本撤退戦イベント発生確定）
- ライト・バランス（主人公速水、開始日3月5日、全地域で人類側評価値+15）

※（特に記載のない部分についてはEランククリアデータに準ずる）
同書籍は入手困難となっており、復刊ドットコムで復刊リクエストが行われるなどしていたが、2011年8月にPlayStation Storeで購入できる電子書籍『電撃ガンパレード・マーチ 復刻版』としてダウンロード販売が開始となった（PS3版とPSP版の2種類が販売）。前述したセーブデータも付属しているほか、製作者インタビューも収録されている。
なお、「一匹狼の掟（主人公田辺、開始日3月5日、田辺に対する全員の友情・愛情評価-120、発言力-4000）」はデータに不具合があったとして欠番。これらのデータはメディアワークス発売の『10th Anniversary PlayStation & PlayStation2 全ソフトカタログ スペシャルセーブデータコレクション』にも収録されている。

## GPM23
アルファ・システムの公式サイトにかつて存在した「Q&A 世界の謎」掲示板にて行なわれた推理ゲーム。ファンによる設定考察が公式側が用意した7つの裏設定のうち1つ目に至った段階で開始できるように原稿が準備されていたもので、12月4日にファンの考察に対して残り6つと答える形で開始された。矢上総一郎が考察について返答するというシチュエーションパズルのような形式となっていて、期限は2000年12月19日までとされた。期日までに全ての謎が解かれることはなかったが、12月20日になってからも12月29日までは質問は受け付けると回答があった。そして12月26日にアルファ・システム公式サイトの小説ページ内「みんなのガンパレード」に、推理ゲームの結末として「Oversさんのガンパレード」が追加された。またこの設定は世界観を共有する他作品でも同様に設定共有されていて、同小説ページ内の「Return to Gunparade」で言及されているほか、『絢爛舞踏祭』の予約特典ブックレットでも「儀式魔術ガンパレード23」として言及されている。
このような公式掲示板上のゲームは、作品内の世界観の設定では「儀式魔術」とされ、後に異なるルールのゲームが何度か開催された。

## 関連作品

### アプリゲーム
- ガンパレード・マーチ 〜幻想連弾〜
  - iモード用携帯アプリゲーム（iアプリ）。キャラクターのみを使用したアクションパズルゲームである。

### CD
アルバム
- 高機動幻想ガンパレード・マーチ サウンドトラック「幻想楽曲」
  - ゲームのアレンジサウンドトラック。オープニング・エンディングテーマなども収録。

- 高機動幻想ガンパレード・マーチ オリジナルドラマ1 夢散幻想1 MACT-2020
- 高機動幻想ガンパレード・マーチ オリジナルドラマ2 夢散幻想2 MACT-2021
- 高機動幻想ガンパレード・マーチ オリジナルドラマ3 夢散幻想3 MACT-2022
- 高機動幻想ガンパレード・マーチ オリジナルドラマ4 夢散幻想4 MACT-2023
- 高機動幻想ガンパレード・マーチ オリジナルドラマ5 少女幻想 MACT-2024
- 高機動幻想ガンパレード・マーチ オリジナルドラマ6 英雄幻想1 MACT-2025
- 高機動幻想ガンパレード・マーチ オリジナルドラマ7 英雄幻想2 MACT-2026
- 高機動幻想ガンパレード・マーチ オリジナルドラマ8 英雄幻想3 MACT-2027
- 高機動幻想ガンパレード・マーチ Special Premium CD 幻想予告 - ドラマCDのMOVIC通販特典。
  - 開発途中において作成された「シナリオ1, 2, 3, 4, 5」のうち実際のゲームでは使用されなかった没シナリオといわれるシナリオ1（夢散幻想） 、2（少女幻想）、 3（英雄幻想）をドラマCD化したものである。キャストはゲーム版と共通。シナリオ4, 5はゲームに採用され、ファーストマーチがシナリオ4、セカンドマーチ以降がシナリオ5である。

- ガンパレード・マーチ コンプリートドラマDVD
  - オリジナルドラマ1 - 8の内容を集めたもの（内容に変更なし）。他には幻想予告と対談「酒豪たちの宴」を収録。DVDだが収録されているのは音声のみ。MOVIC通販特典では「酒豪たちの宴」の未収録分が収められたCDが付いていた。

- 高機動幻想ガンパレード・マーチ 一組二組
  - オリジナルドラマ「夢散幻想」「少女幻想」のサウンドトラック。

- 高機動幻想ガンパレード・マーチ 五一二一
  - オリジナルドラマ「英雄幻想」のサウンドトラック。

- 高機動幻想ガンパレード・マーチ みんなのがんぱれーど・まーち1
  - 一組（ラインオフィサー＝戦闘組）が主役のドラマ集。

- 高機動幻想ガンパレード・マーチ みんなのがんぱれーど・まーち2
  - 二組（テクノオフィサー＝整備組）が主役の短編ドラマ集。

マキシシングル
- 高機動幻想ガンパレード・マーチ メインテーマ 突撃行軍歌
  - ゲームで使われた同名のBGMに歌詞をつけたもの。

- 高機動幻想ガンパレード・マーチ 突撃軍歌ガンパレード・マーチ MACM-2020 発売 2002年4月27日
  - ドラマCDオープニングテーマ「突撃軍歌ガンパレード・マーチ」フルバージョンを収録。

- 高機動幻想ガンパレード・マーチ 自己回帰 Back to yourself
  - ドラマCDエンディングテーマ「自己回帰 Back to yourself」フルバージョンを収録。

### 漫画

#### ガンパレード・マーチ
メディアワークス（現：アスキーメディアワークス）より電撃コミックスで発売されている。原作はソニー・コンピュータエンタテインメント、作画はさなづらひろゆき。全3巻。内容はゲームのファーストマーチを基本としており、細かい会話が再現されている部分もある。ゲーム中にない展開として、以下の点がある。
- 熊本に到着した速水を迎えに来るのが芝村舞。
- 悠木 映がキャンプイベントに参加するなど、ゲームより5121小隊との繋がりが深い。
- 小隊の初期メンバーがパイロット4人＋オペレーターとなっている。他のメンバーは善行・若宮、整備班、最後に来須という順番で配属される。
- 狩谷が速水を（彼なりに）励ますシーンがあるなど、狩谷についても描写が細かくなっている。
- 速水とラボ、瀬戸口とブータ、遠坂と幻獣など、いくつかの裏設定が若干描写されている。
- 最終決戦が熊本城で行われる。
- 第4話辺りまで、キャラクターの設定（速水の性格、舞の胸の大きさなど）に一部ゲームと相違する点が存在する。これらは第5話以後芝村裕吏からの指定で変更されている。また舞のポニーテールの長さがゲーム版よりかなり長くなっているが、中盤の漫画版オリジナルストーリーによりゲームとほぼ同じ長さになる。

単行本発行情報
1. 2001年11月発売 ISBN 978-4-8402-2001-9
2. 2002年8月発売 ISBN 978-4-8402-2187-0
3. 2003年6月発売 ISBN 978-4-8402-2001-9

#### ガンパレード・マーチ アナザー・プリンセス
本作の10周年記念作品として『電撃「マ）王』2010年9月号より連載が開始された。原作・脚本は芝村裕吏、作画は長田馨（原案：ソニー・コンピュータエンタテインメント、キャラクターデザイン：きむらじゅんこ）。ゲーム世界と同一の世界観で、5121部隊とは別のキャラクターを中心とした戦闘を描いている。2013年8月号で完結。全4巻。
単行本発行情報
1. 2011年3月26日初版発行 ISBN 978-4-04-870427-4
2. 2011年11月26日初版発行 ISBN 978-4-04-886194-6
3. 2012年9月27日初版発行 ISBN 978-4-04-886912-6